# 我們與惡的距離
《我們與惡的距離》（英語：The World Between Us），是台灣公共電視、CATCHPLAY與HBO Asia於2019年推出的社會寫實電視劇，由林君陽執導，呂蒔媛編劇，賈靜雯、吳慷仁、陳妤、温昇豪、周采詩、洪都拉斯、曾沛慈、林哲熹、林予晞、施名帥、檢場和謝瓊煖主演。全劇以2010年代台灣的多起社會事件為題材，描述一起隨機殺人案件發生後，加害者、加害者家屬、被害人家屬、辯護律師、精神疾病患者等各方人物的心境與糾葛，是台灣第一部以隨機殺人為主題的電視劇，還涉及新聞媒體困境及思覺失調症等議題。全劇於2018年4月20日開拍，7月16日殺青，共10集，自2019年3月24日首播，於同年4月21日播放完畢。
《我們與惡的距離》在播出前就已經引起討論，並在開播後獲得傑出的收視率，完結篇的收視率高達3.40，為公共電視台史上收視率第五高的戲劇節目。除了取得收視佳績、多位演員的演技受到肯定，該劇還帶動了大眾對社會議題的探討，法律界、醫學界、媒體界、社工界等各領域人士皆撰文評論劇中情節或相關議題。
2023年11月9日，大慕影藝宣佈《我們與惡的距離 II》於同年12月正式開拍。續集由公共電視和CATCHPLAY合資出品，主創班底不變，並由金鐘導演林君陽帶領周渝民、薛仕凌、謝欣穎、楊貴媚、于子育等主演發展全新故事。金鐘編劇呂蒔媛歷經4年田調撰寫劇本，故事時空在三個年代跨度穿梭，架構龐大複雜，涉及公衛、法律、政治、精神疾病等領域，第一季部分主演以相同角色演出第二季。第二季於2023年12月開拍，翌年4月殺青，自2025年6月7日全球播出。

## 製作

### 劇本

#### 大數據劇本案
2016年，公共電視邀請呂蒔媛開發劇本，呂蒔媛表示自己對群眾在重大事故發生後的反應深感好奇，在2015年發生八仙樂園彩色派對火災後，她從媒體的報導中看到醫師、傷者、園方等各方的回應，認為這是個可以著手的題材，原本也預計以塵爆事故為題，後來考慮到戲劇的衝擊性和議題的複雜程度，才改採隨機殺人為題。呂蒔媛認為，以戲劇探討社會議題早就不是新手法，台灣也不缺乏願意投入的導演和編劇，但卻鮮少有平台願意承擔風險，使得台灣長期以來缺乏此類戲劇。
《我們與惡的距離》的製作費為新台幣4300萬元，悉數來自中華民國政府推動的前瞻基礎建設計畫中，屬於數位建設類的「推動超高畫質電視內容升級前瞻計畫」之經費。在前瞻計畫的挹注下，劇中沒有任何置入性行銷。製作團隊透過大數據進行資料分析，將結果導入劇本中，這是資策會首次透過事前結合大數據分析進行劇本創作的計畫，儘管在此之前，就有以蒐集醫療題材電視劇《麻醉風暴》播畢後的數據分析觀眾喜好，並製作《麻醉風暴2》的前例，但這一次採用的是在劇本開發階段就啟用大數據的手法。在2016年8月至12月，工作團隊從Facebook和批踢踢這兩個社群平台蒐集近一年的關鍵字，將蒐集到的四萬筆資料以關鍵字篩選出一萬八千筆資料，再依相關事件、議題、人物等方式為資料分門別類。這些資料反映了對劇本裡預定探討議題的網路輿論，在編劇過程中提供靈感，例如劇中角色對立的觀點可能脫胎自關鍵意見領袖之間立場不同的發言。不過，資料並未揭露參與討論的網友出自何種背景。

#### 田野調查
由於大數據僅反映群眾想法，沒有專業人士的意見，對刻劃角色的幫助不大，因此從2016年12月開始，呂蒔媛展開田野調查，訪問了法官、律師、立法委員、精神科醫師、記者、社工、思覺失調症病友及其家屬等約40名人士，每一位都約訪三小時，累積超過4G的錄音檔、74個140MB的文字檔。呂蒔媛也旁聽法院開庭、研究審判過程、研讀判決書，閱讀由酒鬼薔薇聖斗事件受害者家屬撰寫的《最後的生命力量》、具反社會人格的法學教授撰寫的《反社會人格者的告白》、校園性侵事件改編的《熔爐》等相關書籍。由於法律不是呂蒔媛的強項，而法學的範圍又十分廣博，因此她只專注探討死刑的部分。除了鑽研文獻，她也跟了兩個死刑庭的審判過程以及其他多個案件，其中一場重大案件的宣判讓她大受震撼。她表示，在該庭的法官判下無期徒刑後，記者立刻衝出庭外做直播，卻沒有人關注當事人的反應。儘管她研究了死刑議題，但她並不打算在劇中探討死刑存廢問題，而是想探討國家體制殺人的議題，她認為處死兇手無助於理解事情真相，以暴制暴也無法解決問題，只有透過釐清錯誤的原因，從根本著手彌補傷害才有改變的可能，但她也認為這個議題很難有定論，因此試著透過這齣劇來縮短立場不同者之間的距離。另外，她在田調過程中也得知新聞事件會影響精神科門診的情況，強制就醫會讓病患住處的街坊鄰居留下負面觀感，企業也可能將求職者的就診經歷納入錄用與否的考量因素。

#### 編劇
呂蒔媛以這些材料作為基礎進行劇本創作，倘若創作遇到瓶頸，呂蒔媛就會讀經或聽詩歌。她在2017年7月完成第一版的劇本，並以「我們與惡的距離」作為劇名，此標題的由來是某篇法界人士的文章裡的一句話「我們跟壞只有一條線」。她曾經考慮過的名稱還有「槍響之後」和「巴別塔」，但「槍響之後」太過俗套，而「巴別塔」的典故較不被普羅大眾所知，因此儘管她認為「我們與惡的距離」帶有過高的批判性，但實在想不出更好的方案，便以此為題。《我們與惡的距離》描述一樁隨機殺人案發生後的各方各面，除了加害者、受害者及其家屬，還包括辯護律師、精神科醫師、司法制度、新聞媒體的報導、社會及網路的輿論以及可能犯罪的社會邊緣族群，議題涉及隨機殺人、假新聞、媒體自律、思覺失調症、嫌惡設施等，是台灣第一部以隨機殺人為題材的電視劇。劇中影射了2014年臺北捷運隨機殺人事件、2015年臺北市文化國小隨機殺人事件和2016年內湖隨機殺人事件，也影射了政大搖搖哥事件等社會事件，而這些事件也都對當時的台灣社會造成很大的震盪。
儘管做了不少考據，劇本也多次修訂，劇中台詞仍有紕漏。在第二集裡有一句的台詞「法務部不是覺得台灣法治教育不足」，正確的機關應為是司法院，但呂蒔媛直到戲劇播出後才發現問題，她立刻向製作人確認劇本內容，在確定是自己的錯誤後，於Facebook的個人頁面向觀眾公開致歉。對於這項錯誤，影評人張哲鳴指出普遍欠缺法理概念的觀眾或許不會發現這個瑕疵，這反映出當觀眾在看到真實的新聞事件時，也不見得會仔細思考事件背後的脈絡。

#### 競標
2017年11月，公視進行招標，由林昱伶率領、2013年成立的大慕影藝自11個競爭對手中脫穎而出。林昱伶表示，大慕影藝的第一部自製劇原先打算改編林立青的散文集《做工的人》，但因為呂蒔媛的劇本相當優秀，便努力爭取拍攝機會，並將《做工的人》的改編行程延後，作為第二部作品。林昱伶表示，自己在初次看到頭兩集劇本時就認為劇中的議題在過去的台灣電視劇中前所未見，更被劇名和頭兩集中描寫的媒體環境所吸引，認為一旦把主角之一的宋喬安搬上螢幕，肯定能讓觀眾過癮，因此便努力地爭取製作這齣戲，即使題材可能引起激烈討論，林昱伶也不怕觀眾批評，只怕觀眾不看劇。由於這是先前僅從事投資的大慕影藝首度嘗試自製戲劇，林昱伶對選材格外謹慎，並在競標會議上提出以「療癒」調性詮釋嚴肅劇本的方案說服評審。而公廣集團董事長陳郁秀也期望該劇能發揮療癒之效。

#### 製作人與導演
在得標之後，林昱伶和湯昇榮擔任共同製作人，並找林君陽擔任導演。林昱伶和呂蒔媛進一步探討劇本細節，再到療養院進行補充田調，直到2018年4月開拍前，每一集的劇本都修訂過十來回。儘管有大數據相助，林昱伶認為重要的還是劇本能否打動人心，以及製作團隊的契合程度。曾當過記者的湯昇榮對劇中敘述的媒體深有感觸，他表示以前拍過許多加害者家屬，儘管因為身為家屬而受到較多關注，但湯昇榮認為他們都相當無辜。
之所以找林君陽擔任導演，是因為林昱伶認為他關心許多社會議題，理智且具有科學思維，性格沉著且心思細密，適合處理細膩的情感。林君陽初見劇本，就意識到自己遇見一個非拍不可的故事。他表示自己在看到12頁的分集大綱時，回想起了自己先前觀看美劇《新聞急先鋒》時的省思與感動，他認為劇中角色為信念而奮戰、為了理想而奔波的姿態會帶給觀眾在生活中向前邁進的動力，在確定執導該片後，他花了一個星期的時間閱讀呂蒔媛的田調資料和訪談文獻。

### 故事主題
呂蒔媛以自己擔任製作或編劇的電視劇為例，認為自己創作的原動力是「恐懼」，並企圖以戲劇找到答案。例如以高山為背景的《聖稜的星光》是因為懼高症，以殯葬業為題材的《出境事務所》是因為害怕死亡，而《我們與惡的距離》是出自對隨機殺人事件的恐懼。《我們與惡的距離》故事最一開始就設定了雙主線，描述青年李曉明因不明原因在電影院隨機殺人之後，在社會上引發的風波與傷害，以及一位患有思覺失調症的青年應思聰作為可能的犯罪者，與親友之間的相處過程。依據作者的訪查，對於隨機殺人的成因有兩個主要解釋，因此故事安排了兩名要角以及兩條主線對應。其中一項解釋認為原因尚不明瞭，這對應因不明理由犯下重罪的李曉明，屬於已經發生的悲劇；另一項解釋則是歸咎於精神疾病，對應受疾病所苦的應思聰，考驗社會如何避免他演變成悲劇。
因為普羅大眾對犯罪事件的訊息來源多半是透過媒體，媒體產業便成了故事的重要元素，且呂蒔媛表示自己在田野調查時，幾乎每個受訪者都對媒體表達了不滿，因此呂蒔媛讓媒體扮演重要角色，在採訪了幾位編輯和記者後，決定讓貼近現場的新聞台編輯擔任劇中要角，使觀眾可以一窺新聞產製過程中的角力。呂蒔媛表示，故事裡讓被害人家屬和加害人家屬都從事媒體業的設定或許太過巧合，但故事本身已經有太多角色，如果不安排一些巧合讓這兩個角色處在同一場域，就必須另外寫更多的角色，否則實在很難安排故事的發展。儘管故事裡對媒體亂象頗有微詞，呂蒔媛還是對媒體抱持樂觀的想法。
劇中另一個重要的主題是思覺失調。林昱伶認為，此類精神疾病可能會經由片面的報導或事件造成負面印象，並期望能透過戲劇促進思考和理解。呂蒔媛坦言自己在進行調查前，對精神病也很不友善，她後來加以反省，認為這種態度就是所謂的「惡」。呂蒔媛認為，兼顧傳遞角色心境和避免對思覺失調患者及家屬的傷害是讓創作劇本的過程中最為費神的環節，而這個故事線也是修改過最多次的地方。即使如此，劇情仍為了便於呈現而犧牲了部分的真實性，當患者服用精神疾病用藥後，副作用會因為個人身體因素、服用劑量和時間而有不同的狀況，但為了讓故事節奏進展得宜，應思聰的發病歷程較快、症狀也更為強烈。
《我們與惡的距離》雖以隨機殺人開場，但不聚焦在兇嫌李曉明身上，而是宏觀地呈現每個人的複雜面向，不同視角的戲份也平均，並讓角色都有善與惡的一面。例如宋喬安明知新聞有其應遵守的倫理，卻仍揭露兇手家人的新聞，律師王赦最初抱持著理想與正義，中途卻產生迷惘。劇中議題雖然嚴肅，但不走批判路線，而是透過不同的立場揭示悲劇，讓觀眾自行想像與解讀。在結局方面，呂蒔媛表示自己的劇作通常會有一個好結局，因為現實人生已經太過艱難，而且《我們與惡的距離》的劇情也很沉重，她希望至少透過戲劇讓觀眾獲得一點勇氣、看到一點光明。

### 願景
林昱伶認為故事的核心之一是「去標籤化」，她指出「貼標籤」是一項很輕易就能做到的事，當對他人的認識不夠全面時，貼標籤的行為反而會讓人更不了解被貼標籤的對象。而當媒體也習慣貼標籤時，對大眾的教化作用就更加巨大。該劇試圖以戲劇的角度呈現發生無差別殺人案後，受害者家屬與加害者家屬的心緒，不只呈現角色的心態在社會與自我的觀感中如何變化，也從兩者的關係中進一步觀察造成標籤化的原因。湯昇榮指出，社會上之所以會給人貼標籤，是因為一旦確認了對方的身分、位置之後，就能夠抓出雙方的距離。在製作的過程中，林昱伶也逐漸發現自己為了讓自己堅強而刻意避開某些議題，並試圖主動打破同溫層，她認為這代表故事確實觸動了自己。因此，林昱伶期待戲劇可以促進多元思考，希望觀眾在觀看時能不先預設立場，不同的族群透過對話相互理解，或能削減因為不瞭解而產生的恐懼，進而走出同溫層。湯昇榮希望在注重表達自由的同時也不能忽略自律，才能促進社會演進。
呂蒔媛認為，當群眾將標籤貼在犯罪者身上的同時，可能也施加了不自覺的誤解或傷害，進而使得對人性更加冷漠及疏離，這會使悲劇一再發生甚至惡化。儘管很難以一部戲改變他人的想法，但她認為至少可以開啟對話的空間。由於每個人的觀點不盡相同，她並不希望觀眾以「你有沒有看懂這齣戲想要表達什麼？」作為討論的起頭。作品的結局並沒有給出一個答案，因為呂蒔媛認為給答案就是貼標籤。林君陽表示，通常劇中角色面臨的問題終究會得到一個解決方案，才能給觀眾一個交待，但《我們與惡的距離》觸碰到現實中一些渾沌的、複雜的問題，這些棘手的問題都沒有明確解決方案。
除了「去標籤化」，這齣戲的主要基調是「療癒」，林君陽指出，一般人在遇到隨機殺人、媒體亂象、死刑、法治等難以用三言兩語回答的議題時，除了謾罵以外往往是尷尬地一笑，顯現出小人物的無能為力，然而虛構故事中的角色在面臨此類議題時經歷的考驗及做出的決定卻可以帶給閱聽人面對現實的勇氣，他認為當劇中的角色都是善良的好人時，他們受到的苦反而讓人深省。而在看完悲劇之後也能得到昇華。

### 拍攝
《我們與惡的距離》的拍攝期是從2018年4月至同年7月，拍攝期是75日，後製剪輯約4個月。在拍攝之前，劇組安排賈靜雯、洪都拉斯等飾演媒體人的演員到媒體單位實習，了解工作業務、新聞製播的流程和開會的氛圍。賈靜雯表示，除了了解新聞人如何工作，也要知道在面對一則可能帶有個人情緒的報導時會以何種心態處理。由於吳慷仁在拍攝期間還另外參與了港片《非分熟女》的演出，因此他在拍攝期間三度來回台港兩地。林君陽表示，《我們與惡的距離》的台詞比較多，但由於劇本縝密，很難隨意更動情節，於是便請演員將語速加快，他認為要掌握每個角色的不同觀點是最為困難的，因為他們都有各自的負面情緒和內心掙扎。
劇中一個主要場景是品味新聞台（Sense Broadcasting Co.，簡稱SBC），其名「品味」出自呂蒔媛對現今媒體呈現新聞方式的期待。由於新聞台是媒體的自家重鎮，不易商借兩個星期，因此劇組便耗資新台幣300萬元，租下300坪的空間，耗時三個星期打造新聞台場景，並改裝公視節目部副控室，力圖呈現真實的新聞工作環境，除了辦公室和副控室，還包括生活組、國際組、娛樂組等編制，以及極為逼真的新聞片頭動畫、採訪畫面乃至於導播排班表。飾演品味電視台員工的演員都是固定的演員，即使是臨時演員，每個人也都有明確的姓名、職稱、座位、上司，都清楚每一場戲裡自己正在進行的業務，演員也會帶自己的私物放在辦公桌上，增加寫實感與融入感。劇組也設置了一個「品味新聞台」的LINE群組，由工作人員扮演下屬發訊息，讓賈靜雯在訊息的一來一往之間更容易進入宋喬安的工作狀態。除了品味新聞台，劇中也出現了其他的媒體作業環境，《先驅報》的辦公室在台北市電影委員會取景，劇末出現的TV ONE新聞部，則是於三立新聞台拍攝。
由於劇中需要用到的新聞畫面繁多，林君陽便和負責製作新聞畫面的團隊依據新聞畫面在鏡頭前的份量分為三個規格：第一級是清楚呈現的新聞播報帶，必須盡可能地和真正的新聞畫面有同等規格；第二級是出現在背景的影片，例如出現在角色背後的電視裡的新聞畫面，必須掌握內容和新聞標；第三級是遠景，可以完全不管內容、只要按色系分類即可。在最複雜的副控室場景裡，即使沒有特寫，所有的螢幕都必須有新聞畫面，因此在拍攝時部屬了11台筆記型電腦，每台連接四個螢幕，當導演喊下開拍的瞬間必須同時按下播放鍵，所有的螢幕才會同步播出。而在拍攝一段於副控室作業的場景時，林君陽希望內線電話在響時必須要亮紅燈，劇組特地為此拉電話線、設定內線系統主機，只為了拍一個亮燈的畫面。林昱伶指出，觀眾不一定能完全感受到這些細節，但這些真實的細節可以幫助演員進入角色狀態。
劇中每一場戲都採雙機作業，由高子皓、陳克勤掌鏡，陳克勤樂於見到娛樂和愛情以外的題材，所以即使檔期有些衝突也硬是接下工作，之後他找上自己認識最久、對自己的風格偏好較理解的高子皓和自己搭檔，但因為陳克勤無法全程參與，他在後期把工作交棒給跟焦師古曜華。攝影時大量採用手持運鏡，因為手持的靈活度較高，還可以互相交替拍攝對象，可以貼著人物，顯現出人物貼近的凝視感，讓多個角色緊密地貼合在故事中，在多線敘事中有助於觀點跳接。剪接師李俊宏表示，兩者的品質和風格相似的程度，讓他在剪輯時也無法判斷拍攝者是誰。
在拍攝療養院的情節時，劇組於八里療養院取景，總共在院內拍攝兩天。院長張介信認為劇本不但寫實而且傑出，雖然對病人本身沒有太大幫助，但對普羅大眾極具價值，他也期望觀眾在觀劇後能更加理解與包容精神病患，並帶來更多思辨與討論，因此答應出借場地。劇中的醫師林一駿和社工宋喬平的辦公室在康復之家「快樂村」取景，該機構的社工師郭慧蒂協助了拍攝的前置作業，她表示劇中的事件不時會在日常工作中發生，只是不像電視劇裡那樣充滿戲劇性。在拍攝劇中要角李大芝的老家時，劇組在新北市瑞芳區的水湳洞漁港取景。吳慷仁和謝瓊煖還在那裡拍了一場一邊推手推車、一邊對話的戲，該段一鏡到底的戲裡，除了要顧及表演，還要注意手推車速度和位置，讓攝影師便於拍攝，因此那場戲來來回回走了十多回。在拍攝李家父母替犯下重案的兒子向社會大眾下跪道歉的戲碼時更是勞師動眾，調度了超過250名群眾演員和工作人員、超過40台攝影機和相機以及大型吊臂攝影機、SNG車等設備，場面之大，讓路過拍攝現場的行人不禁駐足。除了更大的陣仗和更多設備，劇中記者在面對突發新聞的反應、警力和圍觀群眾的動向也更為講究。而在拍攝修復式會談時，劇組也請專業心理諮商師從旁指導。
劇中有不少涉及喝酒的情節，為求能夠入戲，不少演員都是喝了酒後上戲，例如宋喬安以酗酒逃避悲傷時，以及應思聰在釣蝦場酒醉鬧事時，飾演角色的兩位演員喝的就是真酒；在第五集裡，有一段王赦酩酊大醉、泣訴人權淪喪和制度失能的長篇大論，吳慷仁喝了高粱酒後開拍，由於還必須更換鏡位，該段情節總共拍攝四次才完成。原本呂蒔媛打算給林哲熹和陳妤安排床戲，但林君陽認為戲劇整體的調性比較嚴肅，因此將其刪除。
雖然建立鏡頭和空景不多，但因為劇本已經非常緊密，拍攝時也非常謹慎，剪接師李俊宏表示沒有剪接不上的地方，在李俊宏剪輯出第一版本後，林昱伶找來幾位較常給出尖銳批判的朋友觀劇，並請他們提供建議，之後將全劇內容重新分配，在剪接會議中，團隊把每一場戲的內容都寫在便利貼上再行排列組合，以調整出最佳順序並重新剪輯，終於定案。前後約費時四個月。在呈現片名標誌時，「我們」的字體比「與惡的距離」更大，而其中的「惡」並不是單一特定的罪人，而是要強調「我們」與自己心中惡意的距離。每一集的片頭都播放了一則與劇情相關的虛構新聞影片，並呈現出網路上對此新聞的討論串留言，這些留言反映出大眾的認知結構在媒體的影響下逐漸忘了同理心的情況。

### 演員與角色

#### 賈靜雯、温昇豪、于卉喬

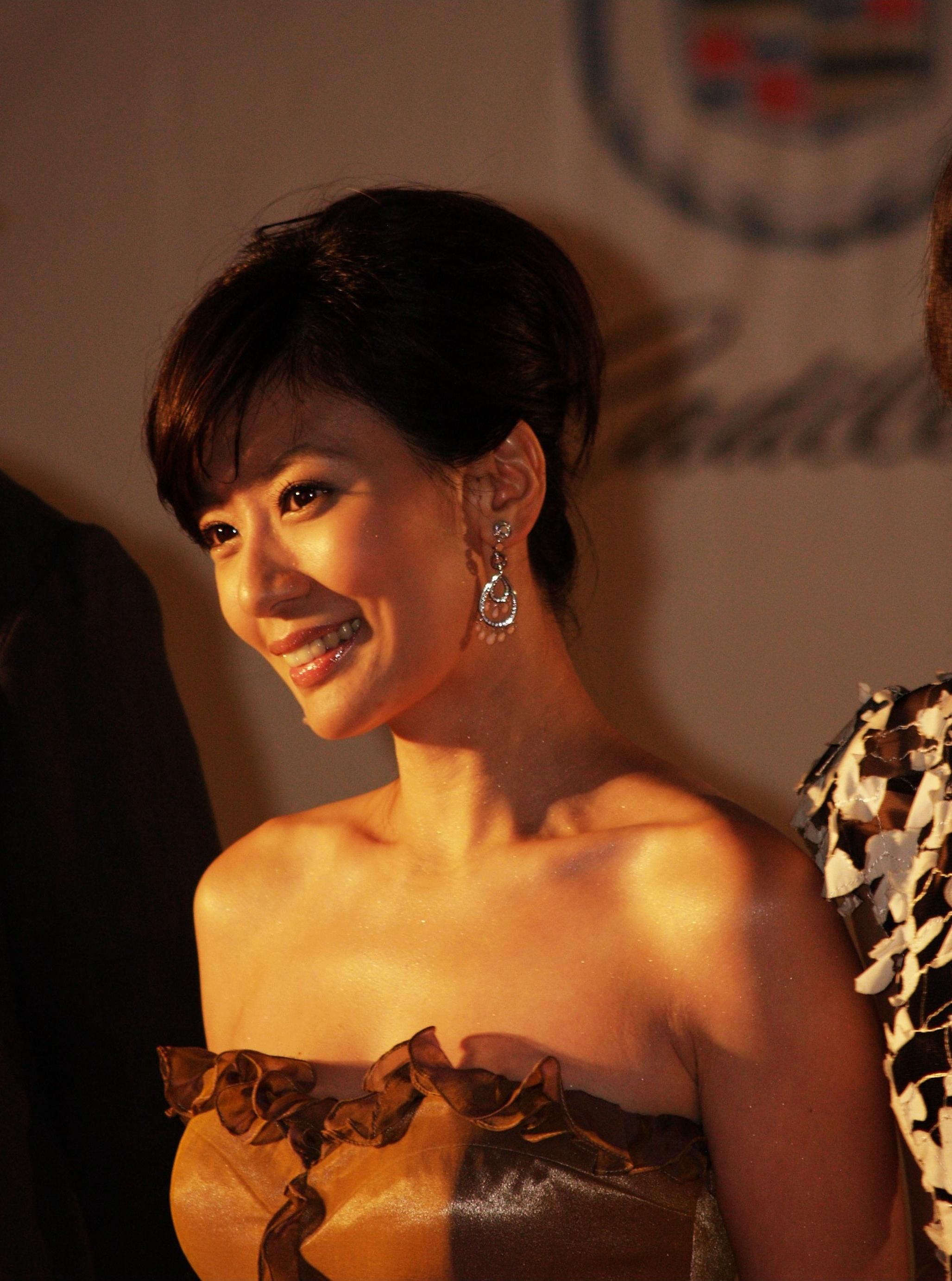
飾演宋喬安的賈靜雯。

賈靜雯飾演電視台副總監宋喬安，温昇豪飾演她的丈夫劉昭國，兩人育有一對子女，由林宥綸飾演的劉天彥以及由于卉喬飾演的劉天晴。宋喬安和劉天彥一同到電影院觀影時，因為處理公務而暫時離席，劉天彥在那段期間被李曉明槍殺。宋喬安囿於喪子之痛，變得冷漠、自責且成天酗酒，劉昭國抱持著積極正向的態度，力圖維持家庭安穩，但卻徒勞無功，劉天晴因為得不到母親的愛而變得叛逆且頑固，家庭的裂痕日趨明顯。
在林昱伶讀畢劇本後，她開始思考哪個演員最適合飾演宋喬安，當時正逢賈靜雯出版新書《賈如幸福慢點來》，書中闡述賈靜雯一路跌跌撞撞、歷經兩段婚姻並獲得幸福家庭的歷程。林昱伶認為賈靜雯的人生閱歷豐富，演出的能量強大且令人驚艷，也很吻合堅強母親的形象，是該角色的最佳人選。賈靜雯當時為了宣傳新書而上占星學家唐綺陽的直播節目，唐綺陽恰巧是大慕影藝旗下的藝人，林昱伶藉此機緣邀請賈靜雯參演。賈靜雯在閱讀前兩集劇本和十集大綱，思考兩個星期後接下演出。這齣戲是賈靜雯自2003年演出《至尊紅顏》後，睽違15年之久再度主演台灣的電視劇，因此林昱伶認為台灣的觀眾對她應該抱有相當的期待。
宋喬安的設定參考了韓劇的女主角高惠蘭，兩個角色的共通點在於冷漠、事業有成以及與丈夫的感情不佳。宋喬安也呈現出老練的媒體人具有的基本特色，包括咬字精準、冷冽嚴厲、果決跋扈，但在另一方面也表現出痛失愛子、夫妻失和後的冷漠狀態。賈靜雯認為，宋喬安只有透過工作和酒精才能逃離家庭造成的傷痛，賈靜雯認為自己的生活很舒適和平，因此飾演一位失去孩子的母親，成了演出這個角色的艱鉅挑戰，不過曾離過一次婚的賈靜雯也不避諱地表示自己在夫妻失和方面頗有經驗，為了揣摩角色，賈靜雯經常在浴缸裡研讀劇本，透過環境上的封閉讓自己的情感能更快速地切換到比較封閉的狀態，事後賈靜雯審視自己的演出，也認為自己很討人厭。劇中安排宋喬安回到電影院面對兒子已經逝世的事實、並在崩潰後釋放情緒，賈靜雯知道這場戲對角色具有重大的意義，但她並沒有多做設定與準備，而是讓自己進入角色情緒，並跟著當下環境及對手步調釋放自己最真實的感覺。出於角色兩種對比的身分，這部作品成了賈靜雯出道以來流最多淚的作品，她也要求之後要演出喜劇。對於故事主題，賈靜雯認為，現代社會中議題往往並非表面上所見地單純，與其透過鍵盤進行批判，不如深入探討制度的弊病，並用愛推動社會向前。她相信只要互相關心、減少冷漠就能減少悲劇發生。
劇組在宋喬安的服裝設計上也別具匠心，使得她的穿衣風格也成為熱門的話題。辦公時的宋喬安經常穿著淺色襯衫和黑色西裝褲，襯衫多有荷葉邊、蕾絲拼接設計，如果穿著深色上衣則會搭配不同花紋或釦飾，如直條紋或格紋，使襯衫不至於單調無趣，但又不顯得浮誇，呈現端莊幹練的上班族形象。該劇的造型師Diane表示自己在設計時是按照劇本中的對白和細節作為參考資料，由於只有一個月的準備時間，預算也並不充裕，宋喬安的服飾多是向品牌商借而來，部分則是特別訂製，因此相當程度仰賴Diane的人脈。她會先考量人物的職業和基本形象，因此襯衫就成了宋喬安的主要單品，之後再以各種設計以凸顯她的性格，由於擔任主管，宋喬安也有一定程度的經濟能力，服裝也有一定的時尚感。由於宋喬安的性格隨著劇情進展逐漸軟化，因此她的造型每一集都有變化，並可大致分為兩個階段。前期的服飾多為黑、白、深藍色襯衫，且都有很高的領口，不解開第一顆鈕扣，並搭配方形的包包和漢米爾頓的Ardmore系列方形腕錶，以顯現她嚴謹和壓抑的一面，另外她的眼妝也很犀利；而後期的宋喬安開始穿起粉色、紫色的衣服，衣領高度降低，且有蝴蝶結、緞面之類的元素，腕錶也改成圓形。

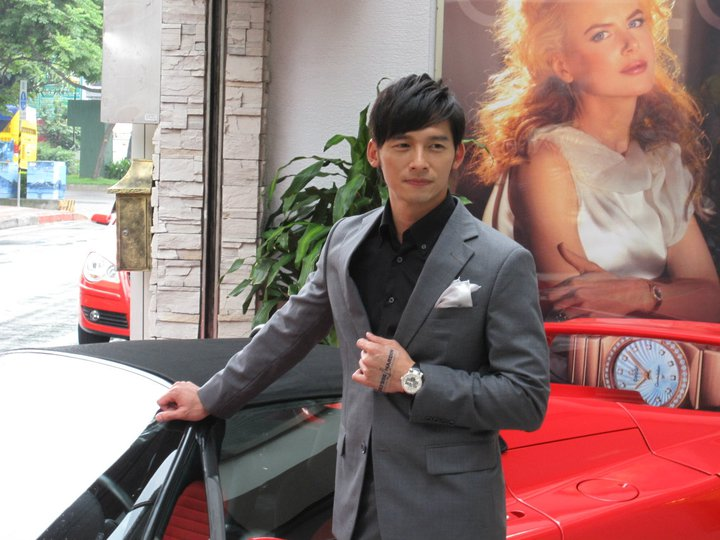
飾演劉昭國的温昇豪。

劉昭國是理性又有理想的媒體人，在喪子後與妻子在理念上分道揚鑣，因為他希望正視問題並透過報導試圖找出答案。温昇豪在一連讀完十集劇本後大加讚賞，認為這是他近五年來最喜歡的劇本，而且幾乎找不出破綻，他原本想接演王赦一角，但後來因檔期考量而飾演劉昭國。温昇豪透過蓄鬍、凹陷的臉頰和較大的戲服呈現角色的頹廢神態，而他的服裝也是灰黑色和咖啡色系。由於曾做過黨政線的記者，他也略懂記者一行的難為之處。由於劇情嚴肅且寫實，劇組的氣氛經常很凝重，温昇豪會不時說些黃色笑話緩和氣氛，但屢遭賈靜雯制止。雖然賈靜雯和温昇豪在此之前已有合作，但該劇是兩人首度飾演夫妻，賈靜雯特別稱讚温昇豪，認為他讓對手演員的演出更為飽滿。由於劇本張力之強，賈靜雯和温昇豪在討論劇本時，有共識地不將劇中情節與自己的小孩做聯想，因為實在太過殘酷。
温昇豪也表示自己在拍攝完這部戲後更加珍惜自己的現實生活，並對女兒保護有加，盡可能地維繫家庭的感情，若面臨危難事件，也會在合理範圍內見義勇為。他認為每個人都可能會遇到類似劇中情節的悲劇，並表示如果能換位思考，可以看到事情的另一面，當温昇豪試著從加害者家屬的那一面去思考事件時，也替他們感到非常可憐，若能以不同的視角切入，以溝通化解藩籬，有助於消彌霸凌，促成和解與共生。
劉天晴在原本的設定裡是楚楚可憐的小女孩，但温昇豪和導演討論後決定調整她的性格，讓她刻意叛逆並更加穩重，以刺激沉溺在喪子之痛的父母，由於她的周遭都是新聞從業人員，日漸月染之下自然比較老成，即使台詞早熟一點也不顯得突兀。湯昇榮認為現在的孩子接收到的資訊更多、更快，因此也更擅長表達，而且一旦她說出與年齡不相仿的世故言詞，觀眾會更加心疼。于卉喬認為劉天晴是一個頑固且頑強、不會在別人面前流淚的小女孩，她也認為天晴的叛逆形象很貼近真實。于卉喬在演出哭戲時會透過想像爸爸車禍身亡來揣摩，而在醞釀生氣的情緒時，會假想班上的同學批評自己。她自認不擅長在靜態的戲中表達情緒，給自己在第一集的表現裡打了80分，認為仍有進步空間。

#### 吳慷仁、周采詩
吳慷仁飾演人權律師王赦，他出身貧寒，長大後決心協助弱勢，他並不反對死刑，但堅決捍衛程序正義，認為法治國家必須仔細剖析罪犯的動機和成因，才能依法律程序將其處死，而不是為了消除群眾的憤怒驟然行刑。王赦的穿著簡樸，西裝的款式也並不時尚，因為他並不在乎服裝。由於他懷抱著很高的理想性，在處理案件時也面臨諸多不諒解與反撲，例如在全劇的開場，就是王赦遭到抗議民眾潑糞洩恨的畫面。王赦是串起劇中多名角色的靈魂人物，也是挑戰善惡二元價值觀的重要人物，他是被演員們公認最難的角色，吳慷仁也認為他的堅持很少人會理解，因此吳慷仁頻繁地找呂蒔媛討論，費了一番功夫才理解他的情緒脈絡和角色定位，吳慷仁認為，王赦就像是貫徹自己信念的獨行俠。林君陽認為，王赦認為他努力營救殺人犯，是為了想拯救過去心中可能會犯罪的自己。鑒於王赦的背景故事設定，所謂的好人壞人的差異，可能只取決於一瞬間的選擇或運氣使然。
王赦的原型是曾替多位殺人犯辯護的黃致豪律師。吳慷仁指出，王赦的工作內容本身就已經十分特別，因此他便刻意不將角色本身塑造成特別的人，演出也不走極端路線，因為王赦這個角色的重點不是表象，而是內心的掙扎和轉折。在準備階段，吳慷仁拜會廢死聯盟、法扶律師和人權律師，並到各個法院觀摩開庭流程，觀察法官、檢察官、律師及兩造的互動，但依舊對詮釋角色感到徬徨與艱難，因為他無法理解王赦的動機，也不完全認同角色的理念，更無法理解廢死聯盟的主張，但吳慷仁認為，自己身為演員仍必須了解角色，即便不能鑽研透徹，也必須理解角色每一次登場後的行為是出於何種動機。他在與人權律師多次交流，並思索他們的動機和價值觀之後，開始注意到對方面對犯罪者時的心境，也讓談話更加深入，得知了一些不為外界所知的秘辛。吳慷仁認為這些與自己討論的律師好比是現實世界中的王赦，他們並非想替犯人逃過死刑，而是想理解更多案件細節。隨著交流逐漸加深，吳慷仁可以感覺到他們並不是想保護加害者或為其脫罪，而是爭取其基本人權，並摸索犯罪者的背景、試圖挖掘背後潛藏的問題，再將問題交由大眾檢視與討論，以預防下一次的案件發生。吳慷仁坦言，雖然這種理想無法立刻安撫旁觀者的悲傷與憤怒，但他仍舊相信他們的堅持，而他也認為這種交流所產生的理解就是這齣戲要傳遞的真諦。
吳慷仁在演出過後對死刑也有了不同的想法。原先支持死刑的他對自己在劇中一句台詞「到底什麼是好人，什麼是壞人，你有標準答案嗎？」加以反思，認為在某些案件中或許並沒有標準答案。吳慷仁強調，「到底什麼是好人，什麼是壞人，你有標準答案嗎？」不是嘴上說說、不是出於幼稚、更不是自以為正義，這是王赦這個角色最難講的一句話。吳慷仁也認為，罪犯被處死之後仍舊會出現下一個罪犯，必須找到補救的方法，並試著體諒與自己不同立場的人，必須從心理層面進行探討、化解社會冷漠，才能降低隨機殺人的發生率。
周采詩飾演王赦的妻子丁美媚，因為無法認同丈夫的工作而與他產生嫌隙。周采詩認為美媚是整齣戲中最真實的角色，因此在詮釋角色時並沒有刻意揣摩和想像，而是扮演一位尋常的家庭主婦，思考方式也與一般的家庭主婦無異。周采詩認為劇本非常寫實，血淋淋地描寫出人性。周采詩在劇中以矽膠製的假肚子飾演懷有身孕的狀態，巧合的是，在殺青之後周采詩也懷孕，還因此被調侃。王赦除了人權律師這項職業，還有身為人夫和人父的角色，因此吳慷仁也花了大量的時間與周采詩進行討論，讓王赦與丁美媚的互動能夠更生活化、也讓王赦更像一個平實的人物。

#### 王可元、陳妤、檢場、謝瓊煖
王可元飾演犯下隨機殺人案的李曉明，是整個故事的開端，陳妤飾演李曉明的妹妹李曉文，兩兄妹的父母李功軻及林秀麗由檢場和謝瓊煖飾演。李功軻和林秀麗經營一個小麵店，但因為經濟壓力巨大，平時疏於管教兒女，只知道兒子很乖。在李曉明犯下殺人罪後，麵店被迫歇業，李曉文隱姓更名，以李大芝的身分活下去。製作團隊原本屬意由邱澤飾演李曉明，但當時正在拍電影的邱澤無法排出時間，因此無緣參與演出。
李曉明影射在2014年犯下隨機殺人案的鄭捷，劇中並未說明其犯案動機為何，王可元也表示沒有正確答案。雖然他是引發全劇故事的關鍵角色，但在劇中實際登場的時間很短，台詞也寥寥數句。王可元表示這是自己接過最沉重的戲，而這個角色身上也有許多需要被了解的議題，他試鏡時與導演很有共識，便不為角色制定方向或貼標籤。王可元透過研讀存在主義書籍自我沉澱，再讓自己瘦下，過著足不出戶的生活，更暫停從事自己的興趣。接著，他開始研究幾位殺人犯的行兇動機，並回憶自己過去被霸凌的經驗，將這些經歷都結合李曉明的背景中，由於融入角色甚深，他還曾嚇到路人。在拍攝期間，與王可元對戲最多的演員是吳慷仁，王可元對他的表演和引導能力十分敬佩。在拍攝隨機殺人的那段戲時，為了不讓畫面太血腥，便用手電筒製造光線混亂的效果予以緩和。王可元則是刻意讓自己兩天不睡、不進食，只喝少量的水，並且從家裡徒步兩小時走到拍片現場。當時賈靜雯對他說了一句「你好可怕」就默默離開，王可元認為這是因為雙方都在角色的狀態之中，她才會口出此言。原本還有一段李曉明哭著寫遺書的情節，但在正片中遭到刪除，僅出現於花絮。而在拍完之後，王可元認為自己「完成了這個角色」，也因此和家人有了更多的互動。
陳妤飾演李曉明的妹妹李大芝（李曉文）。該劇的造型指導姚君指出，李大芝的形象是「驚弓之鳥」，她的頭髮散亂、服裝樸素，如果站在一群人裡，很容易就被忽略。一般而言，演員在試鏡階段會先拿到故事大綱和其中幾場戲的劇本，但陳妤一次拿到十集全本，且準備時間只有幾天，儘管重複看了劇本卻仍沒有做好準備，因此陳妤很想獲得演出機會，卻在試鏡時展現出沒有自信的態度。陳妤認為李大芝這個角色不但厚重，而且錯綜複雜，她也發現這個角色的經歷遠超出自己的生命經驗，在無法以自身經驗揣摩角色的情況下，她試著思考「當自己所有的一切在某一天都消失了」之後該如何面對，陳妤有一位因為父母離異又再婚、導致個性有些不尋常的親戚，她透過模仿這位親戚，揣摩節奏緩慢、不希望被人注意的加害人家屬，此外她還參考了2011年的日劇《儘管如此也要活下去》中飾演殺人犯妹妹的滿島光的演技，作為學習的對象。對於隨機殺人這項議題，陳妤表示自己在大學時期修習戲劇理論課程時，正發生了捷運隨機殺人事件，該門課的期末考試便把事件作為加分題。她回憶自己當時寫下的答案，表示社會對成功有一套定義，而某些被排除在這個定義以外的人，或許也曾冒出過傷害自己或他人的意念，但因為幸運，才沒有付諸行動，她期許眾人可以思考「我們與善的距離」，或許有助於避免憾事發生。
李大芝本來是個悲情角色，但陳妤認為自己的長相給人一種固執感，因此她在和導演討論後給角色的性格添了幾分倔強。原本不看新聞的陳妤為了做功課，每天都看新聞，在拍戲的兩個多月中，為呈現角色的狀態，陳妤為了沉浸角色而刻意讓自己孤獨，在其中幾場戲裡也請經紀公司的工作人員不要陪同。陳妤的情緒經常很憂鬱，面容憤怒且鬱卒，她認為這種沉浸是有益的，還表示自己過去演出時總是經常思考自己是否可以表現得更好，因此並沒有非常融入劇中，但這次在該劇中的演出比以往都來得投入，並認為自己在殺青後可以走出情緒。在拍攝期間，陳妤發現自己對導演林君陽感到畏懼，她表示自己一旦被逼著深入挖掘角色的內心，就會更加站不住腳，因此她雖然知道林君陽是想透過提問來激發潛能，但還是十分懼怕她，而且由於與自己對戲的賈靜雯、吳慷仁、謝瓊煖演技十足，她對於演出非常緊張，也很擔心會愧對自己得過的金鐘獎，直到演完才把心態調整好。依據劇中的設定，身為加害者家屬的李大芝因緣際會下成為身為受害者家屬宋喬安的下屬，在這層關係下，李大芝不敢直視宋喬安，這恰好幫助了陳妤演出。因為陳妤認為賈靜雯很有霸氣、親切且從容，她視賈靜雯為偶像，如果直視她反而難以自然演出。林哲熹認為李大芝具有很多面向，相當有挑戰性，並表示自己也很希望飾演這名角色，陳妤也表示如果自己可以挑角色，仍然會選擇飾演李大芝。
檢場表示，李功軻不是能言善道的人，巨大的壓力更是讓他崩潰，他只能背負著痛苦不斷地替自己犯下錯誤的孩子道歉，除此之外別無他法。謝瓊煖也認為，換作是誰遇到這種情境，一定感到寸步難行、難以承受，在演出修復式會談等情節時，謝瓊煖也感到很痛苦。為了表現出四處走避的落魄模樣，謝瓊煖在演出時不但素顏、沒擦保養品，還讓自己曬黑並化特殊妝，呈現長期戴口罩後產生的爛瘡。謝瓊煖詮釋角色時參考了自己的母親，她表示自己畢竟不是真有經驗，自認所演出的不及當事者的千萬分之一，但她也擔心自己若演得太苦情，會牽動受害者的情緒。謝瓊煖的表演能量之強，讓賈靜雯、温昇豪、曾沛慈、王可元等演員都為之震懾，賈靜雯提到自己在觀劇時，只要看到謝瓊煖登場，自己必定落淚，曾沛慈更直言「她是我的女神」。

#### 林哲熹、曾沛慈

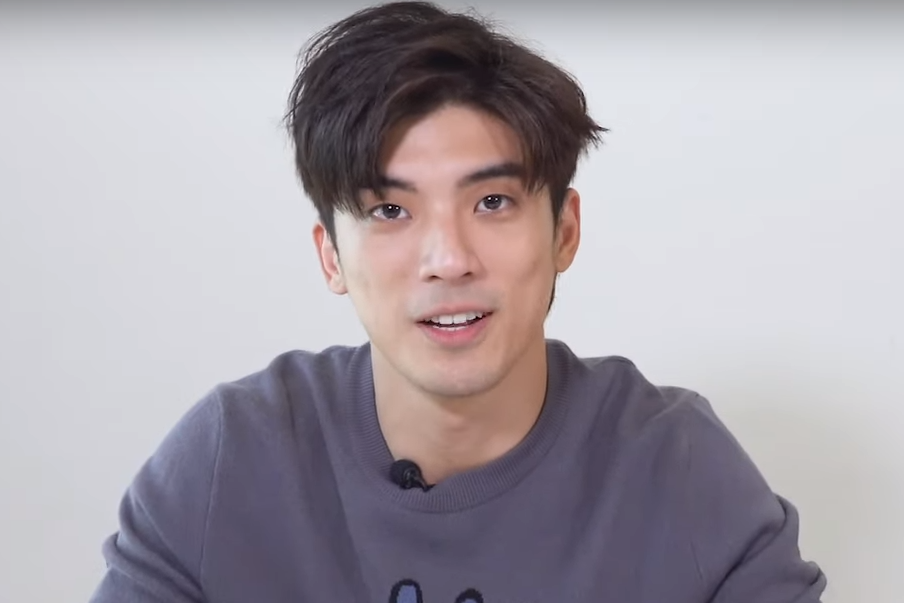
飾演思覺失調症患者應思聰的林哲熹。

林哲熹飾演患有思覺失調症的青年導演應思聰，應思聰曾是獲獎的新銳導演，但在罹患思覺失調症後，歷經女友逝世、拍片又不順利的波折，精神狀況逐漸不穩定。林哲熹為了理解並揣摩思覺失調症的病患，先做了兩個多月的功課，除了閱讀相關文獻，還到康復之家實習了一個半月，康復之家的病友在開會後同意此舉，讓林哲熹從早上8點至下午6點為止，連續兩個星期與他們共同生活，他也觀察到患者在服藥後眼神會變得不同，因此在演出中試圖模擬。這段實習過程讓林哲熹感到不舒服，因為他聽了很多病友生活中遇到的阻礙，卻又對這些問題無能為力，而在實習期間，他在離開康復之家後也會先花一段時間，把自己的情緒消化完後再回家。這段實習改變了林哲熹看世界的角度，更加深了要透過應思聰一角來讓社會大眾看見精神疾病患者處境的想法，他希望觀眾能體會患者不想成為包袱的自尊，也期望人與人之間可以加深理解、消除成見。
在開拍之前，林哲熹認為自己太過沉浸於角色之中，因此試著透過與飾演自己姊姊的曾沛慈聊天，談論角色、價值觀和日常生活等話題，一方面讓自己回到原本的狀態、以便客觀地看待角色，一方面也建立了「姊弟」感情，曾沛慈也認為林哲熹的表演十分逼真，甚至與罹病的患者相去無幾。劇中有兩段應思聰在發病後口出「為什麼是我」的情節，但這句話並非劇本原定的台詞，而是林哲熹臨場順口而出。林哲熹認為，對於過去曾風光得獎、之後卻精神異常的應思聰而言，最難過的事無非是問「為什麼是我」，而這段戲也是對精神疾病的真實反應。在最後一集裡，應思聰再度問「為什麼是我」，由林予晞飾演的社工師宋喬平回答他「可能是因為你比較勇敢」，這同樣不是劇本內的台詞，而是兩人即興發揮。在殺青後，林哲熹透過運動、聊天，逐漸走出為戲而陷入的憂鬱情緒，但他感嘆自己的「病」會隨著殺青而結束，現實中的精神病患卻沒有殺青的一天。

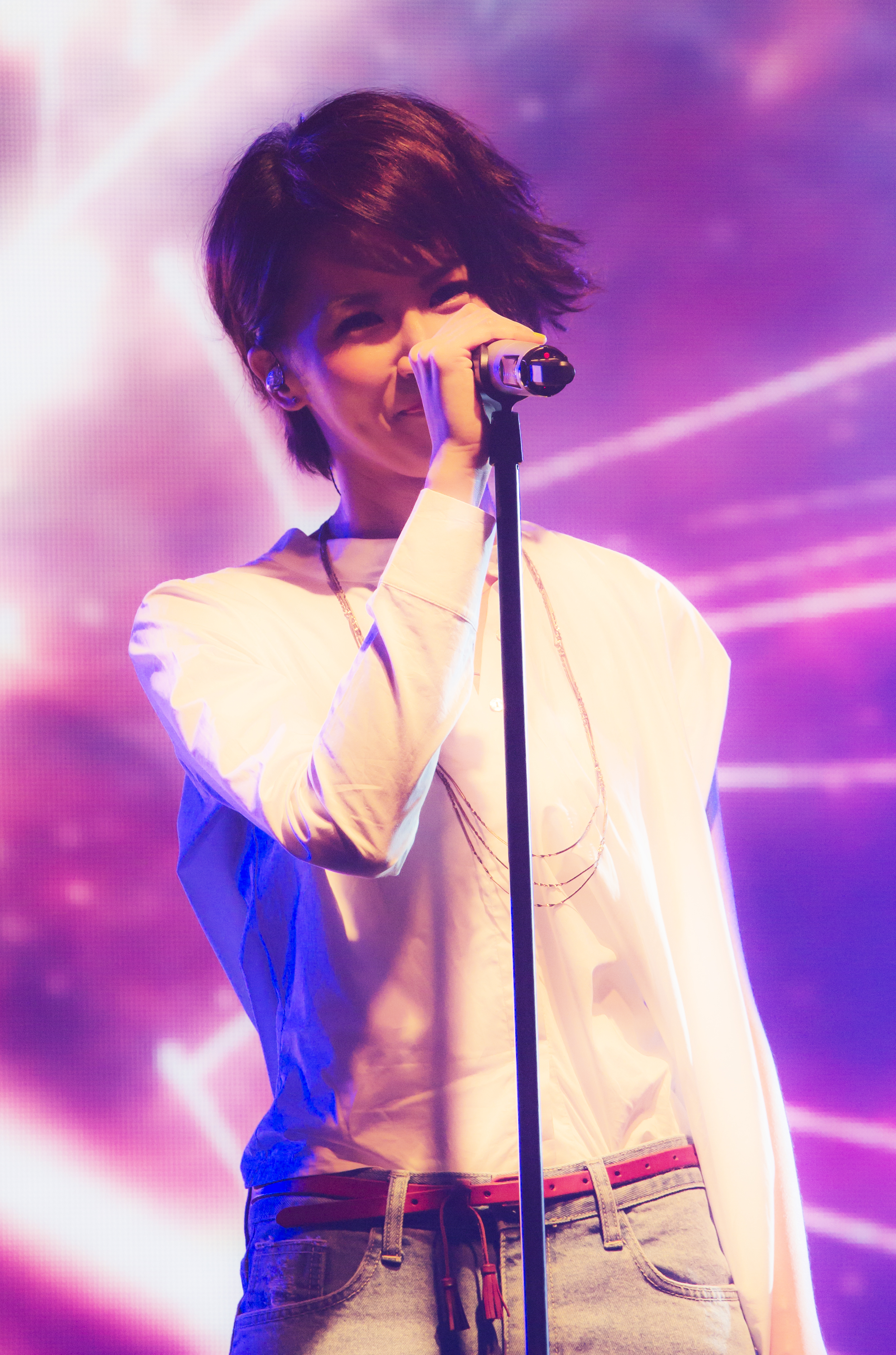
曾沛慈在劇中飾演個性樂觀的應思悅。

曾沛慈飾演應思聰的姊姊、同時也是李大芝的房東應思悅。應思悅要照顧罹病的弟弟和住院的父親、經營自己的飲料店，還要張羅婚事，雖然各種各樣的事情接踵而來，但她是個樂觀且充滿溫暖的角色，更呈現出姊代母職的堅強形象，在面對家人及朋友的態度上，與宋喬安形成強烈的對比。由於曾沛慈有個感情要好的弟弟，她很擔心自己會因為無法想像弟弟成為精神病患的情況而難以詮釋角色，但在經過導演和製作人提點後便理解並答應演出。起初，曾沛慈認為角色太過完美，甚至有點不太像人，但呂蒔媛表示該角色很像曾沛慈，但也聽了她的建議，為角色增添了一些瑕疵。她透過觀察生活周遭的為人姊姊的人，將這些人當作自己的演出藍本，她在初次讀劇本時相當緊張，因此開拍前私下和林哲熹碰面聊天，建立姊弟之間的熟悉感，隨著在劇中的相處，現實中兩人的關係也變得如同姊弟一般。
應思聰和應思悅的父親應台笙由劉士民飾演，繼母由謝麗金飾演，繼母的兒子應思德由劉修甫飾演。林昱伶表示，原先的劇本不存在這些角色，是在林昱伶對應思聰有了更多同感後，希望讓這一條故事更加完整才進行修改。

#### 施名帥、林予晞
施名帥飾演精神科醫師林一駿，林予晞飾演宋喬安的妹妹、精神科社工師宋喬平，兩人是頂客族夫妻。林予晞在準備期間看了很多個案的資料，這讓她感到沉重，她也在開拍前到療養院實習，除了向機構的社工師郭慧蒂諮詢台詞和工作經驗，她也從觀察到社工會有自己的療癒小物，並將其做為造型參考。宋喬平會隨身攜帶一個鳥娃娃，這不但可以緩和自身的壓力，更可以做為聊天話題。施名帥認為林予晞專業且幽默，兩人搭檔起來十分合拍。
由於林一駿是一位工作上比較冷漠，但私生活又相當有情趣的角色，因此遲遲無法決定人選，還讓林昱伶和導演為此爭執，到開拍前才決定由施名帥演出。施名帥認為林一駿是第一個可以投射自己許多想像的角色，和自己的某些部分也十分相像。林一駿和宋喬平的定位比較逗趣，在劇中有許多打情罵俏的逗趣對白，還會擺出波動拳架式打鬧，和沉重的劇情呈現鮮明的對比，也是劇情的潤滑劑。這些情節有的出自編劇，有些則是施名帥和林予晞及導演討論後的結果。而攝影師也表示，由於兩人在演出時十分逗趣，要忍笑並穩住鏡頭並不容易。

#### 洪都拉斯及其他配角
洪都拉斯飾演SBC的採訪組組長廖紐世，外號「NEWS哥」，和宋喬安共事多年，在辦公室中扮演著調和主管與下屬的角色。雖然洪都拉斯認為平常給人搞笑形象的自己與這齣戲的調性差異很大，導演和製作人認為洪都拉斯的人生經驗豐富，足以擔當安慰他人的暖男角色，而洪都拉斯也認為劇本對人性的描寫沉重且透徹。夏騰宏飾演應思聰的知心好友老謝，老謝知道應思聰的病況，但從來不過問此事，且待他如同對待其他人一樣，還為他介紹工作。夏騰宏認為，男人之間的友情就是如此。
應思悅的未婚夫金鼎凱由阿布飾演，對於未婚妻的弟弟罹患思覺失調症，他先前曾說會與應思悅攜手面對，但後來又聽從媽媽的話，希望應思悅去做檢查，確認有無思覺失調症的遺傳基因，並對應思悅的家人漠不關心，其前後不一的態度和媽寶性格讓該角色在戲劇播出後受到觀眾謾罵。阿布表示金鼎凱在設定中就是個直線思考、不太顧慮別人感受的人，還有亞斯伯格症候群傾向，他也希望觀眾換位思考，想像自己未來的兒媳婦如果有類似情況，他們的婚事會如何發展。曾沛慈也認為，該角色的反應代表著多數人的想法。林敬倫飾演李大芝的學長卯又新，卯又新假借巧遇李大芝與她敘舊，實則暗自偷拍她的行蹤並提供給雜誌，這項舉動同樣使角色在戲劇播出後遭受抨擊。林敬倫表示，無論飾演的角色為何，只要觀眾能記住自己就好。
該劇的演員陣容龐大，定裝超過百人，呂蒔媛為了替劇組節省經費，除了自己擔任臨演，還用人脈找熟識的演員或同行友人客串演出，例如找編劇徐譽庭飾演法官。呂蒔媛自己客串演出審判長，有四句台詞、鏡頭不多，製作人湯昇榮演出新聞台主管，盛竹如演出資深新聞學教授曾鏡傳，廖紐世和李大芝皆師承於他。譚艾珍飾演金鼎凱的媽媽，巴戈飾演丁美媚的爸爸，葛蕾飾演被害者家屬、嚴藝文飾演醫院院長、林雨宣飾演飲料店店員、李晶玉飾演政論節目主持人。劇組還請蘇達擔任表演指導，負責指導主角以外的角色。由於演員眾多，每個演員的表演方式也不同，在沒有足夠時間磨合的情況下，林君陽認為在多數時候讓演員自由詮釋、自己再視情況給予回饋，是比較可行的做法。

### 音樂

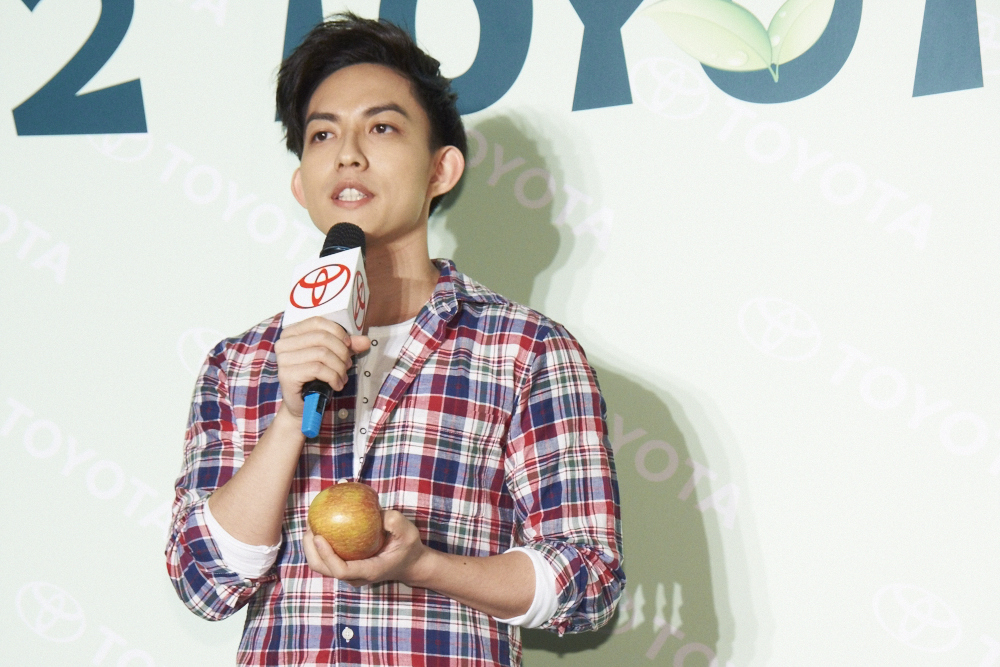
歌手林宥嘉，主題曲〈別讓我走遠〉的演唱者及監製。

主題曲〈別讓我走遠〉，由林宥嘉演唱，他也擔任歌曲監製，在充分了解劇情後，和作曲的Karencici及填詞的HUSH多次討論並修改創作，才讓歌曲大功告成。歌詞和劇情互相呼應，但敘事又不過度聲張；插曲〈路過人間〉由郁可唯演唱，偕同温昇豪和王秀峰共同演出MV，息影多年的王秀峰應MV導演蕭雅全之邀，特地為此從義大利返台參與演出。MV的拍攝地點在《我們與惡的距離》取景地附近，但並非事先安排，而是純屬巧合。該專輯在2019年5月發行。這兩首歌曲分別登上了KKBOX華語新歌週榜（2019年4月5日至11日）的第二名和第九名。劇中配樂由musdm團隊製作。

## 播出
2019年2月25日，劇組公布將於3月8日婦女節舉行「女性限定特映會」的訊息，並於當日在華山光點舉辦的活動中，邀請133位女性觀賞第一集。在3月13日，劇組舉辦了特映會，邀請媒體界人士觀影，3月21日舉行首映記者會，而在3月23日至同月31日期間舉行的第41屆金穗獎中，由《我們與惡的距離》首集擔任開幕片，在影展首日首映，這是該影展首次以電視劇首集擔任開幕片，在開放索票後很快便索取一空。金穗獎策展人胡延凱表示，該片預告、花絮乃至於議題都引起諸多關鍵意見領袖關注並引起網友熱烈討論，林君陽感謝影展的賞識，而賈靜雯則提醒劇迷在觀影時要自備毛巾，因為光靠面紙擦不完眼淚。
2019年3月24日起，《我們與惡的距離》正式於每週日晚上9點在公視主頻、CatchPlay線上影音HBO Asia旗下的電視頻道、串流平臺和隨選視訊平臺上全亞洲播出，亞洲及美國以外區域也將由CatchPlay與HBO Asia共同發行，一次播出兩集，而歐洲與其他海外國家也在洽談版權。由於好評如潮，公視自3月30日起於週六晚間9點重播。
在首播期間，CatchPlay湧入了大量觀眾，導致系統不堪負荷、劇集無法準時播出且播出時頻頻延遲，觀眾憤而群起怒罵，在播出第5集和第6集時，CatchPlay湧入比前一日多30倍的用戶，令系統再度因為不堪負荷而必須搶修，CatchPlay推出第5集至第10集限時免費觀看的優惠以補償觀眾。公共電視的OTT影音平台「公視+」也發生類似狀況，因為觀眾湧入造成網路壅塞，斷訊約10分鐘，公視因此收到大量投訴。為使觀眾在完結篇播出時能順利觀劇，公視+和CatchPlay都緊急擴增設備。但在完結篇播出時，因為湧入了比預期高數百倍的流量，CatchPlay仍無法承載用戶數量。公共電視表示，公視+在2019年1月的會員數是25萬人，但在播放後超過40萬人，收入也超過新台幣400萬元。CatchPlay則在上架後一個月增加22萬名會員，付費會員增加一倍。
為了迎接完結篇，製作單位特別在2019年4月17日至19日，於誠品書店南西店舉辦「我們與惡，沒有距離」放映活動，陳列編劇取材時參考的相關書籍，並開放限定名額的觀眾與主創團隊一同在21日觀賞結局。活動當日，林昱伶、呂蒔媛、賈靜雯、林哲熹和陳妤的製作團隊成員皆出席與80名劇迷暢談拍攝期間的酸甜苦辣，而觀眾也分享自己的觀劇心得。
在2019年的上海電視節中，中國大陸騰訊公司宣布購入《我們與惡的距離》的中國大陸版權，並自2019年6月24日起於騰訊視頻播出刪減版本。中華廣播電視節目製作商業同業公會理事長汪威江和TVBS副總經理郝孝祖都認為，該劇可以做為台劇打入中國大陸市場的急先鋒，帶動台灣影視產業興起。
2019年10月15日，此劇將於日本付費有線電視「衛星劇場」播出，近期也於日本影音平台「U-NEXT」播出，日本此次捨棄以往常將國外作品名稱修改得更在地化的作法，保留了中文劇名原意。接著也於美國HBO的串流平台HBO NOW、HBO Go、HBO On Demand播出。
香港電訊盈科旗下的香港電視娛樂（ViuTV）購入在香港播映權，於2023年播出，為粵語配音版本，接著也於香港電訊盈科的串流平台Viu和Now E上架。

### 行銷
《我們與惡的距離》是公視首次與國際線上影音平台CatchPlay和HBO Asia合作推出的電視劇，也是HBO Asia繼《通靈少女》後再度與台灣團隊合作，雖然HBO未實際參與製作，但仍掛上HBO Original（HBO原創）的標籤，對於沒有參與製作卻被HBO掛上自製劇的招牌，公視節目部經理於蓓華認為，不必去思考HBO是否佔了便宜，只要雙方的合作能拉抬戲劇的聲量就是好事，公廣集團董事長陳郁秀也認為這彰顯台灣影視作品的水準獲得國際肯定。HBO Asia執行長施鵬騌表示，HBO透過與亞洲的合作清楚地感受到亞洲作品的重要性和影響力。。
而會與CatchPlay合作，是因為某次在與CatchPlay的執行長楊麗貞談論其他案子時偶然而成，這是CatchPlay首次購買台劇。楊麗貞在看過三分鐘的片花後，認為該劇能以溫暖又誠實的角度探討現實議題，著實令人感動，而且品質不下電影，具有打入國際市場的潛力，因為CatchPlay僅涵蓋台灣、印尼和新加坡，楊麗貞便偕同HBO訂出全球性的行銷計畫。她表示樂見平台上有更多電影以外的原創內容，並努力促進國際合作、讓更多台灣作品受到國際關注，CatchPlay比照電影的形式宣傳該劇，耗資千萬新台幣，在五星級酒店舉辦國際記者會，包下信義威秀門口看板廣告宣傳該劇，在開播前一個月，更把前導片放到院線電影院的預告片內播放，讓只看電影的觀眾也能以電影規格審視該劇。
為將劇作推向國際市場，公視與CatchPlay及HBO共同討論過後，將英文片名定名為《The World Between Us》。由於議題敏感，為了不讓觀眾在看戲時有先入為主的想法，林昱伶在Facebook粉絲專頁上張貼宣傳文案時也非常謹慎，她擔心會因為自己採取了某些立場而讓討論無法進行，或是給了觀眾錯誤的期待。
4月20日，呂蒔媛和林昱伶在台北水牛書店分享創作歷程並舉行簽書會，當日湧入的劇迷擠滿了書店，水牛出版社社長羅文嘉表示這是書店有史以來人數最多的一次，對社會力量的巨大感到非常驚訝。

### 盜版影片事件
《我們與惡的距離》第九集和第十集訂於2019年4月21日播出，但最早在4月17日時，這兩集影片就已經在中華人民共和國的社群網站新浪微博上非法流傳。公視、CATCHPLAY與HBO Asia在同日共同發表聲明，表示已經著手清查從製播到送審等各個環節，並會依法究辦，同時強烈譴責盜版，呼籲觀眾應當支持正版，不要觀看與散播盜版影片。依據片商公關表示，初步推斷是遭駭客入侵。
隨著盜版影片流傳，網路上也出現幾篇透露了部分未播出劇情的文章，相關文章受到諸多批踢踢及微博的網友撻伐，批踢踢台劇版更祭出臨時性罰則，規定文章如果涉及劇情透露，一律將其刪除並標記不良紀錄，再依情節輕重褫奪其發文權限7日至14日不等，若在推文中有同樣行為則褫奪其發文權限7日。
2019年4月20日，資深媒體人王尚智在Facebook個人頁面張貼評論文章，表示自己抵擋不住誘惑，已經透過網路看過整部《我們與惡的距離》，他對內容讚譽有加，並呼籲網友要支持正版。但由於王尚智是透過盜版途徑觀劇，他的行徑受到諸多網友口誅筆伐，占星師唐綺陽也加以譴責、並因此與他筆戰。王尚智對此表示，讓未播出的戲劇外流是劇組的品管疏失，而且自己願意費心費力寫評論，也不是沒有價值。
中天新聞台在製作《我們與惡的距離》相關報導時，使用了盜版影片作為新聞素材，並在影片上標註「翻攝公共電視」。公共電視表示已經採取法律途徑處理此事、要求中天電視台立即將新聞下架，並再次重申觀眾及媒體同業不應觀看或散播盜版。NCC同聲譴責中天電視台，除了依法受理，也去函智慧財產局詢問意見。此外也有法界人士就此事件探討新聞製播時對版權物的合理使用範圍的界線，並質疑相關法律有未臻周全之處。

## 劇情大綱
| 集數 | 標題       | 首播日期      | 收視率 |
| --- | ---------- | ------------- | ------ |
| 1 | 受害者     | 2019年3月24日 | 0.78   |
| 母親節前夕，李曉明（王可元飾）持槍在有誠戲院隨機殺人，造成9死21傷，被捕後歷經兩年審判，遭處死刑定讞。為避免司法機關以政治理由行刑，其辯護律師王赦（吳慷仁飾）尋求媒體協助試圖引起輿論，以期在行刑前探究李曉明的犯案動機，並希望得到李家人的協助，但都被李曉明拒絕。王赦還遭憤怒群眾潑糞，而他懷有身孕的妻子丁美媚（周采詩飾）也不諒解丈夫為何替殺人犯辯護。 王赦拜會網路先驅報的創辦人劉昭國（温昇豪飾），請他製作有關連續殺人的系列報導。儘管劉昭國的兒子天彥在有誠案中喪生，但他認同王赦的理念，因此找上自己的妻子、品味新聞台（SBC）的副總監宋喬安（賈靜雯飾），但雙方因為新聞理念不合而爭執。由於劉昭國曾有外遇，宋喬安因喪子而性情大變，並以酗酒和工作來逃避，兩人的婚姻早已岌岌可危，還為了爭奪女兒天晴（于卉喬飾）的監護權時有齟齬。 在有誠案發生後，李曉明的父（李功軻，檢場飾）母（林秀麗，謝瓊煖飾）悲痛欲絕，當眾下跪向社會賠罪，後隱居在老家，妹妹李曉文（陳妤飾）在兩年後改名李大芝並休學，後進入SBC任職並成為宋喬安的下屬，並無意間得知宋喬安的兒子是被自己的哥哥所殺死。 |            |               |        |
| 2 | 母親節     | 2019年3月24日 | 0.97   |
| 又是一個母親節，每個家庭度過母親節的形式各有不同。王赦一家與岳父母聚餐，他十分注重禮數且不願讓岳父母費心。由於宋喬安在母親節歷經喪子之痛，她對過節十分感冒，並因此和天晴的關係很疏遠，天晴與她的阿姨宋喬平（林予晞飾）、姨丈林一駿（施名帥飾）相處起來反而更融洽。李大芝的父母為了避免女兒受到牽連，早已不和她聯絡。 李大芝擔心宋喬安得知自己的身分，便提出辭呈，讓她的房東應思悅（曾沛慈飾）十分關心。與兩人同住的還有應思悅的弟弟應思聰（林哲熹飾），他曾是獲獎的電影導演，但因工作不順遂及女友輕生而大受打擊，他一心想拍攝新作品，便帶著攝影器材闖入西海幼稚園，被誤認為是挾持幼稚園孩童的精神病患，最後遭到警力壓制逮捕。由於女兒就讀西海幼稚園，處於現場的王赦也上前關心。 在警方包圍幼稚園期間，各家媒體爭先恐後地連線採訪，唯獨宋喬安把持原則，在確認孩童平安前不允許SBC連線報導，而是請擔任精神科醫師的林一駿上電視接受訪談。 |            |               |        |
| 3 | 裂痕       | 2019年3月31日 | 1.49   |
| 應思聰在偵訊後交保，王赦懷疑他精神異常，建議應思悅帶他就醫。一向好脾氣的應思悅指責媒體對弟弟的報導多有不實，並遷怒李大芝。儘管應思聰表示自己只想拍電影，但他懷疑自己遭到長期監控，甚至持刀威脅姐姐，應思悅不得不將他強制送醫。 除了李曉明，王赦還是犯下殺童案的兇嫌陳昌（葉子彥飾）的辯護律師，丁美媚一直無法理解丈夫的工作理念和價值觀，在是否該讓女兒轉學的問題上也無法取得共識。王赦在參與談話節目錄影時遇見李大芝，希望她能協助探究李曉明行兇的成因和動機，但李大芝展現出揮別過去的態度。另外，李曉明的母親林秀麗也對自己花二十年養出一個殺人犯感到痛心疾首，並同樣拒絕王赦的協助。 透過天晴的班導師，宋喬安得知天晴與男同學在談戀愛，身為社工的宋喬平認為問題根源是喬安與丈夫的關係，勸他們盡速解決這個問題。 |            |               |        |
| 4 | 病識感     | 2019年3月31日 | 1.21   |
| 林一駿診斷後認定應思聰罹患思覺失調。其父透露家中有遺傳病史，但儘管他加以勸阻，應思悅仍向自己的未婚夫凱子（周詠訓飾）坦白弟弟的病情，並獲得他的支持。在服藥後，應思聰的病情受到控制。 丁美媚無法接受王赦的理念，但又無法改變他的志向，便回娘家暫住。王赦在醫院偶遇林一駿，向他請教有關思覺失調的問題，之後兩人在酒吧，半酣的王赦痛斥司法制度積弊之深和矯正機構效力不彰。 為了阻止天晴與男同學發展戀情，宋喬安停掉了天晴的手機，這使天晴當眾發飆。在喬平的安排下，天晴到她家暫住，讓宋喬安和劉昭國得以正視彼此並解決問題。以處理天彥的遺物為開端，宋喬安終於稍微敞開心房。大芝回家與父母重逢，她希望父母也能走出傷痛，與自己一起歡笑。他們回憶著童年時代的曉明，並思索他可能的犯案動機。 |            |               |        |
| 5 | 罪人       | 2019年4月7日  | 1.45   |
| 王赦向妻子坦言自己出身底層階級，認為出身優渥的她難以對罪犯有同理心，他主張如果只是處死罪犯而不探究成因，不會讓世界更好。在王赦勸說下，李曉明願意提出非常上訴並願意見家人一面，而李家父母也為了終能見到兒子一面相當歡欣，但此時法務部卻突然決定要槍決李曉明。 李曉明在槍響後伏法，沒有收到通知且未能阻止此事的王赦喝得爛醉，痛斥行刑的過程匪夷所思，他認為民主法治國家靠殺人撫慰人心是荒謬且粗暴的，更對無人得知其犯案緣由感到痛心，讓他不禁問「到底什麼是好人…什麼是壞人…你有標準答案嗎？」 李大芝在聞訊後聯絡母親，宋喬安碰巧暗中聽到談話，發現她是李曉明的妹妹。李大芝在強作鎮定完成工作後，向宋喬安請了病假，殊不知自己已被宋喬安暗中派出的記者跟蹤。 |            |               |        |
| 6 | 槍響之後   | 2019年4月7日  | 1.84   |
| SBC透過跟蹤李大芝搶得獨家新聞，氣得李大芝到SBC和宋喬安對質，並痛斥無良的媒體無形中殺了更多人。劉昭國譴責SBC反覆播送李曉明的新聞，認為宋喬安處在體制內，若不改變體制就是幫兇，雙方的爭執讓一度改善的家庭關係再度惡化。之後宋喬安在報導有誠案模倣犯的新聞時，克制了報導的頻率和尺度。 李大芝因為連累父母而對他們避不見面，在李家父母透過宋喬安的同事廖紐世（洪都拉斯飾）取得地址並找上門後，三人傾訴了對彼此的關懷，之後李大芝到應思悅的飲料店工作。王赦表示應思聰由於思覺失調未獲起訴，讓應思悅放下心中大石。他還拿到李曉明給家人的信，李曉明在信中表示自己做了該做的事，且不後悔自己的選擇。 在母親的勸說下，丁美媚重新找回自己對丈夫的愛，並回到家中做為丈夫的後盾。在諮商師的建議下，宋喬安回到戲院療傷，儘管劉昭國安慰她事件已經過去，但她觸景傷情，表示自己過不去。 |            |               |        |
| 7 | 霸凌       | 2019年4月14日 | 2.15   |
| 由於罹患思覺失調，陳昌被處無期徒刑，求死的陳昌對此不滿。王赦向林一駿請教處理陳昌案的辦法，但林一駿表示憑一己之力不可能拯救所有人，勸他要學會紓壓。 李大芝正式從SBC離職，她代替兄長對宋喬安道歉，宋喬安對此沒有回應。由於模仿犯的新聞，宋喬安開始找回新聞人該有的精神，並嘗試改革SBC，且她與丈夫及女兒的關係也逐步改善。出於對思覺失調遺傳病史的疑慮，凱子的母親希望凱子和應思悅結婚前可以進行詳細的健康檢查，應思悅當下勉予同意，但事後責怪凱子有違先前的承諾。 陳昌案讓丁美媚開始收到威脅訊息，讓她戒慎恐懼，但她對丈夫隱瞞此事。在應思聰出院之後，他的大學同學邀他拍電影，兩人碰巧遇到丁美媚，丁美媚馬上認出他是闖入幼稚園的犯人，嚇得趕緊走避，卻不慎摔倒並導致早產。 |            |               |        |
| 8 | 眾生皆有病 | 2019年4月14日 | 2.19   |
| SBC歷經初步改革後，儘管提升了新聞品質，但觀眾反應尚不明朗。應思聰參與電影拍攝的過程起初還算順利，但導演的性子較急，又不時訓斥他，再加上他希望姐姐把自己當成正常人，因此一直抗拒服藥，使得病情復發，應思悅的婚禮也因此延期。此外，應思悅認為凱子對自己的家人不夠關心，對他頗有怨言。 丁美媚早產並導致孩子夭折，其父把女兒受到威脅的事情告訴王赦，訓斥他只顧理想卻疏於照顧家庭。壓力遽增的王赦到酒吧排解，和林一駿一同飲酒作樂。喬平有了身孕並且想要生下孩子，但崇尚自由的林一駿認為有小孩會讓自己壓力更大，也不想要小孩面對這個有病的社會。 李大芝在有誠案發生後，與當時的交往對象卯又新分手，如今卯又新向李大芝道歉並希望重修舊好，但他其實是為了取得獨家而暗中查訪，李大芝和其雙親的行蹤因而曝光。 |            |               |        |
| 9 | 黎明之前   | 2019年4月21日 | 2.91   |
| 李家父母接受記者採訪，他們深表歉意並希望社會不要指責女兒。李大芝痛斥卯又新偷拍自己，一旁的應思聰憤而毆打他。由於幻覺影響，應思聰不斷把李大芝與他的前女友聯想在一起，還向她傾訴心事。由於凱子疏於關注應思悅的家人，甚至出言侮辱，應思悅終於與他解除婚約。 在SBC改革一段時間後，收視率沒有下降，網路上也有屢傳佳評，但在SBC換了新東家後，新主管就開始干涉新聞內容，宋喬安不打算對此事妥協，因此遭調離原職。為了賺錢養家，王赦開始不接法扶的案子，而是替黑道角頭辯護，丁美媚看到家裡出入份子混雜，又發現王赦的態度丕變，夜裡輾轉難眠，很是擔心。 有誠案的受害者家屬包圍應思悅的飲料店，李大芝受到群眾辱罵，應思聰挺身保護她，並表示等寫好劇本後就要與她搬家並長相廝守，但他的這些告白其實是對女友的幻影所說，為了應對病情惡化又抗拒服藥的應思聰，應思悅在他的飯裡偷滴藥，但應思聰發現後勃然大怒，受幻覺影響的他開始砸毀家具。 |            |               |        |
| 10 | 未來的樣子 | 2019年4月21日 | 3.40   |
| 發病的應思聰在醫院辦公室內破壞設備，獨自被困在該處的宋喬平試圖安撫他。面臨生母和女友接連離自己而去，應思聰對於發生在自己身上的悲劇十分困惑，問「為什麼是我？」宋喬平回答「因為你比較勇敢」。並鼓勵他事態一定會有所好轉。應思聰鎮靜下來被帶回治療，一段時間後再度出院，透過藝術治療，他的病情逐漸改善，更受出版社賞識。應思悅那間因為報導影響而門可羅雀的飲料店，在三年後成為對身心障礙者友善的店家。 丁美媚希望王赦坦白，並表示希望王赦能找回過去的自己，王赦向她道歉，之後他回絕黑道角頭的案子，重新協助李家成員與受害者家屬進行修復式會談。李家成員藉此逐漸修復與受害者家屬的關係，還在SBC和先驅報的協作專題報導中談論李曉明。而李大芝則是重作馮婦，進入TV ONE就職。在宋喬安休假期間，她與丈夫和女兒一同愉快地露營，一家和樂融融，她也終於走出喪子之痛。之後宋喬安被調到新的部門，三年後自SBC離職並跳槽到TV ONE擔任副總監，決心更上層樓並讓舊東家後悔，而她也再度成為李大芝的上司。 林一駿與喬平商量後決定把小孩生下來，儘管他認為撫養孩子會讓自己失去自由，但他依然相信妻子，並表示自己有所期待。 王赦為了人權持續在法院裡奮鬥，而林一駿也在法院洽公，全劇以身穿黑色律師袍的王赦和身穿白色醫師袍的林一駿並肩前行的身影做結。 |            |               |        |

## 迴響
| 媒體           | 累積評分 |
| -------------- | -------- |
| 豆瓣           | 9.4 / 10 |
| 騰訊視頻       | 9.5 / 10 |
| Facebook       | 5.0 / 5  |
| 網路電影資料庫 | 9.1 / 10 |

### 收視率與討論焦點
《我們與惡的距離》一經播出便獲得許多佳評，被讚為締造了台灣電視劇的新高峰，還登上Google搜尋台灣排行第1名，到完結為止都維持很高的網路聲量。首集的收視率為0.78，第二集是0.97，瞬間最高收視落在情緒不穩定的應思聰將自己關在房間內繪製電影分鏡圖的場景，為1.14，林哲熹對此十分開心。除此之外，賈靜雯、檢場和謝瓊煖的演技皆受到讚譽。賈靜雯的表現被認為充滿盛氣凌人、囂張跋扈的氣質，又不失情緒上的層次，而李功軻在靈堂前腿軟自責的畫面，以及林秀麗淚別女兒的場景也是許多觀眾的哭點。在第二集裡，李大芝因為思念母親而下廚煮麵，由於節目播出時段趨近深夜，鏡頭又給了那碗麵不少特寫，讓那碗普通的肉燥麵引起迴響，劇組並在之後公布食譜。
第三、四集平均收視分別為1.49和1.21，最高收視逼近2，分別落在宋喬安正視兒子的死並踏入兒子的房間的一段，及李大芝與父母久別重逢的一段。「有工作女性」的收視達3.4，該劇在當日所有節目收視中排第7名，也是當日收視率最高的戲劇節目。在CATCHPLAY上，同步直播觀賞人數成長6倍，與上架前相比，免費註冊會員人數成長12倍，而付費註冊會員人數亦成長9倍。在第三集裡，林秀麗提到自己的兒子時，口出「全天下沒有一個爸爸媽媽，要花個20年去養一個殺人犯」，引起廣泛的迴響，被視為是該劇重要的催淚台詞，這句台詞也被法官引用，期盼觸犯殺人罪的罪犯深切檢討，但這個引用遭到網友和法界人士批評，指出這句台詞是表現無辜的加害者家屬的悲痛，若出自法官之口，意義全然不同。
在第五集和第六集播出期間，批踢踢台劇版的討論人氣一度高居即時熱門看板第二名。這兩集的收視率分別是1.45和1.84，瞬間最高收視為2.01，落在宋喬安和劉昭國重新回到自己的孩子被殺害的案發現場。王赦喝醉後批評制度殺人、並主張人人平等的橋段，以及宋喬安濫權報復李大芝、並在之後與她對罵的情節也受到熱烈迴響，許多觀眾撻伐宋喬安的行徑實在太過惡劣，賈靜雯對此非常滿意，認為她的演出確實戳到了觀眾的內心。隨著戲劇播出，劇組陸續收到觀眾的訊息，描述受精神疾病所苦的親友在生活中遇到的困難，而劇組在之後提供了台灣各地的醫院、社區心理衛生中心及療養院的連絡電話，並介紹可提供協助的機構及管道。
在播出第七集和第八集時，CATCHPLAY的當日造訪人數較上週增加百分之三十以上，觀看人數比上週高出兩倍。該二集的收視率分別達2.15，第八集達2.19，一分鐘瞬間最高收視達2.49，落在應思聰探視剛開完刀的父親，與他一同加油的一幕，而應思聰一家面臨的各種困境也讓許多觀眾動容。此外，施名帥和林予晞飾演夫妻時詼諧逗趣的鬥嘴橋段亦頗受佳評。。
2019年4月21日，《我們與惡的距離》播出第九集和第十集完結篇，劇中角色多半獲得正向的結局，開播期間，批踢踢台劇版再度成為即時熱門看板第二名，CATCHPLAY湧入將近400萬連線數，觸及人數達到130萬人。這兩集的收視率分別達2.91和3.4，達到全劇最高峰，而完結篇的收視率也創下公共電視台戲劇史上第五高，次於《我的婆婆怎麼那麼可愛》、《通靈少女》、《痞子英雄》和《火神的眼淚》的完結篇（分別為5.55、4.4、4.03和3.87）。瞬間最高收視3.6，落在李大芝與宋喬安三年後於電視台重逢的一刻。陳妤認為，李大芝在三年後又遇見宋喬安，彷彿面對宋喬安是她命中註定必須應對的問題，但與三年前不同的是，李大芝身上的標籤已被拿掉了，因此她有些彆扭又滿懷期待。王赦找回做律師的初衷、宋喬安一家和樂出遊、宋喬平安慰發病的應思聰等情節都是討論焦點，並受到許多佳評。而劇中許多台詞，例如「全天下沒有一個爸爸媽媽，要花個20年去養一個殺人犯」、「到底什麼是好人？什麼是壞人？你有標準答案嗎？」、「希望就在雲後面」、「我過不去」、「因為你比較勇敢」等，也獲得許多關注與討論，被劇迷視為金句名言。
全劇以王赦和林一駿一起向前行的身影做結，由於兩人在酒吧有過不少互動，結尾時又並肩而行，不少觀眾將其進行配對。這個畫面具有象徵意義，暗示必須讓律師和醫師攜手面對，由律師處理外在層面的體制問題，而精神科醫師處理內在層面的心理問題，若僅靠其中一側則無法達到目的。
呂蒔媛十分感謝觀眾的支持與討論，比起收視佳績，她更重視劇中相關議題是否發酵。湯昇榮則樂於見到觀眾欣賞寫實風格的戲劇，並期望觀眾能廣傳。在戲劇播出後，呂蒔媛和林君陽也受邀出席相關座談會，探討精神障礙者在社區內面臨的困境。

### 評價
《我們與惡的距離》在播出前就因題材引起熱議，播出後更是佳評如潮，評論多讚揚其製作規模宏大、選用的議題大膽且嚴肅，故事架構紮實，不但貼近生活，更具有啟發性，令人思索道德與人性，正向的結局帶給社會溫暖。演員的演技精湛，角色鮮活且關係具衝突性，剪輯和配樂出色。該劇在IMDb上獲得9.3的高分，截至2019年六月為止，在超過1200個評分中，有超過七成給了滿分；而在豆瓣上獲得9.5分，截至2019年六月為止，在超過10萬個評分中，也有超過七成給了滿分，是「豆瓣華語口碑劇集榜」自2019年4月創榜以來的首部登頂劇集，上榜以來連續五星期、總共六星期排名第一（4月17日至5月15日、7月10日），兩星期第二（5月29日、7月3日），並成為豆瓣2019全年評分最高的華語劇，而在中華電信Hami書城上，《我們與惡的距離》電子書的下載次數也很高。除了睽違15年之久再度展現演技的賈靜雯以外，温昇豪、吳慷仁、檢場、謝瓊煖、陳妤、曾沛慈、林予晞、王可元等一票主要演員都受到劇迷熱烈追捧。影評左撇子指出，該劇罕見地以加害者家屬的角度出發，描述他們面臨的困境，這會讓故事非常沉重，而演員的演技也足以撐起這樣的重量。
在劇情和演員大獲好評之外，該劇也帶動了社會對公眾議題的熱烈討論，引發媒體界、藝文界、法律界、醫學界、社工界等各領域的人士投書或發表意見。媒體議題方面有包括專業媒體人和傳播所學生撰文論述。媒體人程金蘭認為台灣社會還沒做足面對這個問題的準備，但社會無法迴避這樣的課題。大愛電視台總監葉樹姍認為劇中牽涉諸多過去沒有探討過的議題。也有評論指出，由於電視台的董事會、股東、廣告商的介入，再加上Youtube等新媒體分食大餅，新聞的選擇不是基層記者說了算，大眾將媒體的問題全歸咎於記者，是因為沒有掌握問題的全貌。學者管中祥撰文訴說新聞從業者在取捨報導深度時面臨的難處，也指出雖然部分未臻周全的報導的確可能造成被報導者一輩子的痛，但劇中指責媒體「殺人」的台詞太過沉重。
在藝文界方面，TVBS戲劇製作部副總監戴天易認為，影視環境的劇烈變化使得難以倚靠過去的經驗或數據評估何種劇種能夠吸引觀眾，因此當《我們與惡的距離》這種嚴肅題材的戲劇開拍並即將播出時，業內人士都抱持著緊張又期待的情緒。主播張雅琴表示包括自己在內的許多新聞人觀劇後都流了淚。導演瞿友寧則對劇中的媒體環境有同感，他以自身經驗為例，表示媒體也時常不經採訪就胡亂寫出與自己執導的作品有關的報導。導演蔡銀娟表達了對這部戲的崇拜，認為該劇以感人方式呈現嚴肅議題，成功引起反思。演員李國毅稱讚該劇各線情節緊密交融，毫不拖沓，無可挑剔，他特別欣賞曾沛慈的演技。視障歌手蕭煌奇雖然無法觀劇，但他聽完該劇並對內容讚譽有加。
在法律界方面，有薛煒育、詹順貴等律師分享與情節相似的個案、解說劇中與法律相關的程序或規範或補充劇中提及但未深談的細節，中華民國法務部也借題發揮，引用劇情談論修復式司法的精神。台南地院刑事庭發言人林臻嫻表示該劇內容精良，值得司法人參考。法律扶助基金會執行長周漢威對劇組的用心表示感謝，並期待觀眾可以藉此劇重新思考犯罪及審判的意義。
在醫界和社工界方面，有不少醫師、諮商心理師和社會工作者都撰文談論劇中提到的議題，或說明思覺失調症、錐體外症候群、精神病患家屬相關議題或臨床案例。新北市衛生局也特製影片宣傳，局長陳潤秋接受採訪，期望降低對病患的汙名化，在戲劇播出期間也出現諸多思覺失調相關報導及對醫師、藥師、患者的訪談。
也有一些評論就劇名下筆，立法院國會助理林政翰認為，當觀看社會新聞的大眾受限於媒體報導的侷限性，透過少量的資訊和大量的想像判斷新聞描述的對象時，永遠會與真實有著一步之遙，「我們與惡的距離」就在這一步之間，而這個距離取決於在判斷時能夠留下多少空間給陽光照不到的地方。民運人士吾爾開希認為幾十年前的中國大陸有著和台灣一樣的包容、溫暖與厚道，但在長期的鬥爭下，這些可貴之處都流失了，使中國大陸變成缺乏人情味的地方，台灣也因為媒體追求刺激、政客追求選票等原因，逐漸流失這種厚道，而缺乏理性思考、只憑對反對者的憤怒而支持自己所擁戴的候選人的選民，也是促成這一切的共犯，他認為「我們與惡的距離」就是這樣的懦弱、鄉愿和偽憤怒。法學家吳豪人認為該劇準確地描寫了現代人面對犯罪時的無奈與焦慮，他以排灣族為例，指出台灣原住民沒有死刑、也沒有「罪」和「刑」的概念，因此他們「與惡沒有距離」。對台灣原住民而言，只有除去加害人以及社群的惡，諸神的憤怒才會平息，而這一套思維就類似修復式正義。
在死刑議題方面，廢除死刑推動聯盟執行長林欣怡撰文指出，社會大眾對死刑犯感到厭惡是很合乎人性的，只有少數違背人性的醫師、社工、律師或社會運動者之類的人才會違背人性面對他們，雖然劇中的情況和現實的世界仍有不小的距離，但她十分感謝呂蒔媛的努力，讓觀眾能看到社會的另一面，她也藉此批評了部分2020年中華民國總統選舉擬參選人對死刑的態度。在藝文界方面，專欄作家曾麗心以鄭捷為例，指出即使槍決了鄭捷，無差別殺人仍舊會發生，人民也依然會對此感到恐懼，然而卻因此無法得知犯案動機。她期待戲劇能開啟思考與對話，讓社會更加重視心理健康，或許能有效降低因心理偏差而產生的犯罪。作家馬欣指出《我們與惡的距離》談論的不是論斷是非善惡，而是身處在這個充斥著各種聲音的世界中，該如何冷靜且清醒地思考問題，他認為該劇成功的原因，在於故事開場時就把普羅大眾也放進了故事裡，描述透過鍵盤公審加害人的網友，再將眾人對隨機殺人的餘悸帶出，才有了其他作品比不上的共鳴感。他也期盼台灣戲劇的題材能更加廣博，以及具有獨特昇華能力的悲劇故事。
除此之外，亦有人藉著劇中情節談論工作與職場、網路輿論、人身自由、修復家庭關係、家庭功能與親職、生兒育女、死刑存廢、精神鑑定、美妝技巧、世代溝通、英文教學、婚姻議題、哲學思辨、勸善規過、行銷策略、創傷復原等各個領域的議題，有許多抒發觀劇心得及批評的投書及插畫作品，劇中角色也成了模仿對象。
在《我們與惡的距離》被騰訊公司買下中國大陸版權之前，不少評論為該劇可能無法在中國大陸播出，不過由於該劇的盜版影片在網路上流傳，該劇已在中國大陸獲得了一定的聲譽，也獲得香港媒體的佳評，不僅在豆瓣上獲得高分，在微博上也獲得追捧。幾篇來自中國大陸的评论指出，《我們與惡的距離》觸碰了深刻的議題，切中了社會的痛點並深刻地描繪人性的善與惡，品質遠超其他戲劇，而中國大陸的電視劇幾乎見不到此類內容。香港雜誌從業員金成認為香港的影視圈不斷失去反映現實的功能，雖然不是沒有拍出《我們與惡的距離》的能力，但確實存在著距離。廣州的媒體人李思磐认为該劇在中國大陸受到熱烈討論，或許和中國大陸過去一年來發生不少隨機殺人事件有關。她表示，中國大陸對議題的探討通常會聚焦於個人的策略或責任，從結構層面探究問題甚至會被視為落後、過時，《我們與惡的距離》提供了另一種思考議題的角度。心理諮詢師武志紅指出，《我們與惡的距離》的目的是撕掉標籤，與通常會明確地標示好人與惡棍的中國大陸電視劇大不相同。中華民國廣播電視節目製作商業同業公會理事長汪威江研判，由於2019年是中華人民共和國建國70周年、改革開放40周年，官方可能會要求劇情具有正能量的節目，因此不會購入較具批判性的《我們與惡的距離》。
雖然全劇獲得的讚許很多，卻也不是沒有受到負面評論。律師雅豊斯指出王赦的西裝外套上佩帶的金色徽章造型疑似日本的律師徽章，台灣律師佩帶日本律師徽章實在不合理，特別是出現在這部強調社會寫實、於22個亞洲國家及地區播出的作品。雅豊斯認為，該劇作為輸出台灣文化的載體，理當力求寫實和專業，而文化部、司法院、法務部和律師公會等相關單位也應該共同研討並提供適當的協助和指導。台大中文所博士許惠琪認為作者的田調固然十分用心，遺憾的是多取材於西方案例。國家政策研究基金會副研究員林建成指出，儘管編劇強調作品的精神是去標籤化，但作品卻試圖表達因為恐懼或不理解精神疾病患者並將之隔離的「我們」、以及不願意探究犯罪動機的「我們」會導致悲劇不斷上演，因此「我們」與「惡」的距離很近，反而給「我們」貼了標籤。林建成並指出，真正的責任並非「我們」，而是政府與制度，必須要求政府檢視相關制度，才可能遏止悲劇發生。
作家管仁健指出，劇中多數角色都是全程說國語，但兇手的家庭卻是全劇唯一說台語的家庭，此種設定就像過去美國影集裡的黑人往往扮演教育程度低的犯罪者角色，也驗證了過去在黨國教育體制下，多數台灣人的母語是如何受到打壓的。也有觀眾投書指出這一點，表示在一部主打去標籤化的戲劇，卻讓黑道角色說台語，恐造成台語和黑道產生連結。管仁健還表示，《我們與惡的距離》觸碰社會陰暗面，算是突破了禁忌，但結尾太過完美，可能是為了迎合觀眾所做的考量。記者童一寧批評全劇最後兩集轉折幅度過大，讓故事從原本的社會寫實風格丕變成社教宣導風格，編劇對於新聞業的理解也不夠全面。影評人White Black以運鏡角度指出，導演非常強調人物特寫，遠景則較少使用，這可能使得角色脫離時空背景。在比較單純的戲碼中，過度地採用粗糙和多重鏡頭和跳接的手法，更是讓畫面變得破碎、雜亂而狹隘，而且由於顯現出太多資訊，反而縮減了觀眾的想像空間。而在一些靜態的場景，也因使用手持鏡頭造成的晃動干擾了畫面穩定性。
由於戲劇製作之經費來自前瞻基礎建設計畫，而且僅佔數位建設補助款新台幣434億的千分之一，一些觀眾稱讚政府的施政成效，自己納的稅也被妥善運用。中華民國總統蔡英文宣稱，《我們與惡的距離》是前瞻基礎建設計畫中一項亮眼的成果，文化部也指出，雖然相較於整體經費，補助該劇的占比不高，但卻創造出很好的效果。戲劇行銷公司營運長蔡妃喬認為，在這樣的預算下，製作團隊可以較不注重市場性地去創作，也因此可以看到創新的內容。樂團拷秋勤認為，倘若2020年由國民黨執政，政府恐怕不會挹注資源製作可以誘發群眾獨立思考的戲劇節目，因為國民黨過去就曾百般阻撓前瞻基礎建設計畫。政治學教授范世平也認為，如果台灣被中國統一，政府將不會允許拍攝此類批判性強的電視劇。
公視節目部經理於蓓華表示自己對台灣的寫實電視劇充滿希望，不比韓國遜色，對於觀眾對公視敢於觸碰敏感議題的讚許，於蓓華認為真正走在時代前端的是呂蒔媛，公視則扮演守護者的角色和她一併開路。她也判斷投資者會因為《我們與惡的距離》的成功經驗而更有信心，未來製作題材較硬的戲劇時也能造成廣泛迴響。湯昇榮指出《我們與惡的距離》的迴響遠超預期，而該劇成功的基礎是紮實的田野調查，他認為該劇可以做為先例，而政府應當培養更多編劇人才，促進台劇進軍全球市場。在《我們與惡的距離》播出完結篇後，呂蒔媛表示雖然尚未簽約，但已經開始規劃第二季的內容，並表示希望在第二季開創新格局，僅會延續第一季的核心價值，但故事並不相關，不一定會探討相同的議題，也不會沿用第一季的角色。

### 獎項
| 年份   | 頒獎典禮              | 獎項                     | 入圍者                 | 結果 |
| ------ | --------------------- | ------------------------ | ---------------------- | ---- |
| 2019年 | 第54屆金鐘獎          | 戲劇節目獎               | 《我們與惡的距離》     | 獲獎 |
| 2019年 | 第54屆金鐘獎          | 戲劇節目編劇獎           | 呂蒔媛                 | 獲獎 |
| 2019年 | 第54屆金鐘獎          | 戲劇節目導演獎           | 林君陽                 | 獲獎 |
| 2019年 | 第54屆金鐘獎          | 戲劇節目男主角獎         | 吳慷仁                 | 提名 |
| 2019年 | 第54屆金鐘獎          | 戲劇節目女主角獎         | 賈靜雯                 | 獲獎 |
| 2019年 | 第54屆金鐘獎          | 戲劇節目男配角獎         | 林哲熹                 | 提名 |
| 2019年 | 第54屆金鐘獎          | 戲劇節目男配角獎         | 都拉斯                 | 提名 |
| 2019年 | 第54屆金鐘獎          | 戲劇節目男配角獎         | 温昇豪                 | 獲獎 |
| 2019年 | 第54屆金鐘獎          | 戲劇節目女配角獎         | 曾沛慈                 | 獲獎 |
| 2019年 | 第54屆金鐘獎          | 戲劇類節目攝影獎         | 高子皓、陳克勤、古曜華 | 提名 |
| 2019年 | 第54屆金鐘獎          | 戲劇類節目剪輯獎         | 李俊宏                 | 提名 |
| 2019年 | 第54屆金鐘獎          | 燈光獎                   | 葉明廣                 | 提名 |
| 2019年 | 第54屆金鐘獎          | 美術設計獎               | 羅文璟、潘胤余         | 提名 |
| 2019年 | 第54屆金鐘獎          | 節目創新獎               | 《我們與惡的距離》     | 提名 |
| 2019年 | 首爾國際電視節        | 迷你劇作品賞             | 《我們與惡的距離》     | 提名 |
| 2019年 | 釜山國際影展          | 「亞洲內容獎」最佳編劇獎 | 呂蒔媛                 | 獲獎 |
| 2019年 | 第2屆亞洲影藝創意大獎 | 最佳戲劇                 | 《我們與惡的距離》     | 提名 |
| 2019年 | 第2屆亞洲影藝創意大獎 | 最佳原創編劇             | 呂蒔媛                 | 獲獎 |
| 2019年 | 第2屆亞洲影藝創意大獎 | 最佳戲劇導演             | 林君陽                 | 提名 |
| 2019年 | 第2屆亞洲影藝創意大獎 | 最佳男主角               | 吳慷仁                 | 提名 |
| 2019年 | 第2屆亞洲影藝創意大獎 | 最佳女主角               | 賈靜雯                 | 提名 |
| 2019年 | 第2屆亞洲影藝創意大獎 | 最佳剪輯                 | 李俊宏                 | 獲獎 |
| 2019年 | 豆瓣2019年度榜單      | 評分最高華語劇集         | 《我們與惡的距離》     | 獲獎 |

## 跨媒體製作

### 舞台劇
舞臺劇版由故事工廠改編，且發行票選活動，可讓觀眾經由LINE Bot進行全民公投，自行選擇劇情與結局。已於2020年9月11日於臺北城市舞台首映，將於全臺巡迴演出。

#### 製作團隊
- 監製：林佳鋒、林宜標、李彥甫
- 製作人：江智慧、王宣琳
- 原著：呂蒔媛
- 編導：黃致凱
- 舞台設計：林仕倫
- 服裝造型設計：蔡毓芬、王翊名
- 燈光設計：沈柏宏
- 音樂設計：徐文
- 影像設計：黃仁君
- 公投票選技術開發：昱峰智能大數據科技
- 主視覺設計：方序中、張瑋芃（究方社）
- 攝影：柯曉東、顏涵正
- 舞台監督：林世信
- 演員：尹馨、狄志杰、謝瓊煖、吳定謙、房思瑜、陳志強、吳怡霈、陳以恩、李劭婕、李右杭、劉珊珊、郭耀仁、楊銘威、楊迦恩、邱彥翔、林東緒、黃士勛、劉桓、程時雍、林宥彤

## 註解
1. ↑  包括偕同男友一同弒母棄屍的蔡京京、殺死前女友及其母親的黃麟凱、犯下2014年台北捷運隨機殺人事件的鄭捷、犯下2015年臺北市文化國小隨機殺人事件的龔重安、縱火殺死六名至親的翁仁賢、犯下2016年內湖隨機殺人事件的王景玉、犯下南港小模姦殺案的程宇、犯下華山分屍案的陳伯謙和犯下永和分屍案的孫武生。[119]
2. ↑  為2019年8月底前累積分數。

## 外部連結
- 公視官方網站
- 我們與惡的距離│公視+
- HBO Asia官方網站
- CATCHPLAY+｜正版線上看｜官方網站
- 我們與惡的距離的Facebook專頁
- 我們與惡的距離的Instagram帳戶
- 互联网电影数据库（IMDb）上《我們與惡的距離》的资料（英文）
- 豆瓣电影上《我們與惡的距離》的資料 （简体中文）
- 官方网站